# Wojna na Pacyfiku
Wojna na Pacyfiku – całokształt działań militarnych w czasie II wojny światowej w Azji Wschodniej, Południowo-Wschodniej i na obszarach Pacyfiku w okresie od 1937 do 1945 r., które przybrały formę szczególnie natężonego konfliktu w okresie od 7 grudnia 1941 (atak na Pearl Harbor) do 2 września 1945 (bezwarunkowa kapitulacja Japonii). W Chinach za datę kończącą wojnę uważa się 9 września 1945. Wojna toczyła się między Cesarstwem Japonii i jego nielicznymi sojusznikami a siłami alianckimi ze Stanami Zjednoczonymi na czele.
Przebieg wojny można podzielić na kilka części. Od 1937 r. trwała wojna chińsko-japońska, w której, po początkowych sukcesach armii cesarskiej, sytuacja ustabilizowała się aż do sierpnia 1945 roku. Od 7 grudnia 1941 r. (atak na Pearl Harbor) do 4 czerwca 1942 r. (bitwy pod Midway) trwał „japoński blitzkrieg”, w czasie którego Japonia osiągnęła prawie wszystkie z wcześniej zakładanych celów. Po utracie przez Japonię w bitwie o Midway dużej liczby lotniskowców odgrywających główną rolę w działaniach na Pacyfiku, nastąpił okres względnej równowagi w zmaganiach wojennych, których etapami były walki o wyspę Guadalcanal i o Nową Gwineę. Wygrana USA na Guadalcanal (8 lutego 1943) sprawiła, że Japończycy stracili całkowicie inicjatywę i przeszli do obrony. Odtąd Amerykanie zaczęli zajmować kolejne wyspy znajdujące się w rękach japońskich i stopniowo zbliżali się do Wysp Japońskich. Od chwili uzyskania możliwości bezpośredniego bombardowania terytorium przeciwnika alianci mieli całkowitą przewagę. Wraz ze zdobyciem Okinawy przygotowano plan inwazji na główne wyspy japońskie, który zarzucono dopiero w momencie kapitulacji Japonii. Zmagania te charakteryzowało wysokie zaangażowanie nowoczesnych środków bojowych, a zwłaszcza lotnictwa (w tym lotnictwa morskiego), a także wyjątkowa determinacja i bezkompromisowość z obu stron.
Wbrew oczekiwaniom Japonii, która liczyła na zawarcie korzystnego traktatu pokojowego po krótkiej i zwycięskiej kampanii, zdeterminowane i związane postanowieniami Karty Atlantyckiej oraz Pierwszej Konferencji Waszyngtońskiej z grudnia 1941 roku Stany Zjednoczone nie zawarły separatystycznego pokoju. Wbrew postanowieniom podjętym w Waszyngtonie, wyrażającym się w zasadzie Germany First (Niemcy najpierw”), Stany Zjednoczone nie odkładały ostatecznej rozprawy z Cesarstwem Japońskim do momentu, aż zostaną pokonane Niemcy. Znacznie szybsze przestawienie się gospodarki amerykańskiej na tory masowej produkcji wojennej, pozwoliło na osiągnięcie miażdżącej przewagi liczebnej i technicznej nad przeciwnikiem, co umożliwiło Amerykanom skuteczne prowadzenie wojny na dwa fronty. Wojna z Japonią została wygrana dzięki ogromnemu potencjałowi przemysłowemu Stanów Zjednoczonych, poświęceniu ich żołnierzy i całego społeczeństwa, które wykazało się ogromną mobilizacją na rzecz należytego uzbrojenia wojska (zwycięstwo na tzw. „froncie domowym”).
Jakkolwiek termin Taiheiyō Sensō (jap. 太平洋戦争; wojna na Pacyfiku) jest obecny w języku japońskim, to najczęściej używa się terminu Dai Tō-A Sensō (jap. 大東亜戦争; wojna w Wielkiej Azji Wschodniej).

## Uczestnicy
Na alianckie siły sprzymierzone składały się armie: Stanów Zjednoczonych, Brytyjskiej Wspólnoty Narodów (tj. Wielkiej Brytanii z Indiami, Australią, Nową Zelandią, Kanadą), Holandii (armia i flota stacjonująca w Holenderskich Indiach Wschodnich), Republiki Chińskiej i Meksyku. Związek Sowiecki stoczył z Japonią w latach 1938–1939 bitwy nad jeziorem Chasan i rzeką Chalchyn gol, które były epizodami szeregu starć granicznych (Mongolia-Mandżuria), później zaś zerwał pakt o nieagresji z Japonią w sierpniu 1945 roku, kiedy to dołączył do aliantów i zaatakował Armię Kwantuńską w Mandżurii. Ponadto w skład sił alianckich wchodziły nieliczne formacje Wolnych Francuzów i wspomagających siły Sprzymierzonych mieszkańców poszczególnych archipelagów.
Wśród walczących w Azji i na Oceanie Spokojnym państw Osi oprócz Japonii znalazły się także: marionetkowe państwo Mandżukuo (faktycznie japońska prowincja), kolaborancki rząd Narodowych Chin (Wang Jingwei) i Syjam, który dołączył do wojsk cesarskich po nierozstrzygniętej i krótkotrwałej wojnie z Francją w 1941 roku. Ponadto część mieszkańców Korei i Formozy, które były japońskimi posiadłościami, służyła na rzecz armii japońskiej (najczęściej jako robotnicy – wolni lub przymusowi). Niemcy i Włochy – formalni sojusznicy Japonii – ograniczali się jedynie do sporadycznych kontaktów, a ich współpraca dotyczyła głównie działalności wywiadowczej. Ponadto francuski rząd Vichy dał Japończykom całkowicie wolną rękę w swoich koloniach w Indochinach (dzisiejsze Wietnam, Kambodża i Laos). Japończycy w zamian pozostawili administrację francuską na tym terenie do roku 1944 w spokoju.

## Obszar walk
Pomiędzy rokiem 1941 a 1945 ukształtowały się trzy główne alianckie teatry operacji zbrojnych. Były to: Chiny, obszar południowego, środkowego, północnego i zachodniego Pacyfiku oraz Azja Południowo-Wschodnia – Indochiny, Półwysep Malajski, Tajlandia, Birma, wschodnie Indie. Amerykanie wyróżniają dwa główne teatry działań: rejon Pacyfiku i Południowo-Wschodnią Azję, jednak przez większość wojny amerykańskie siły zbrojne obejmowały kontrolą operacyjną również pogranicze birmańsko-indyjsko-chińskie oraz inne obszary Azji Południowo-Wschodniej i Oceanu Spokojnego. Przez krótki okres, w latach 1938–1939 i w roku 1945, istniał jeszcze inny obszar walk – Mongolia i Północno-Wschodnie Chiny, gdzie z Japończykami walczyła Armia Czerwona.

## Podłoże konfliktu

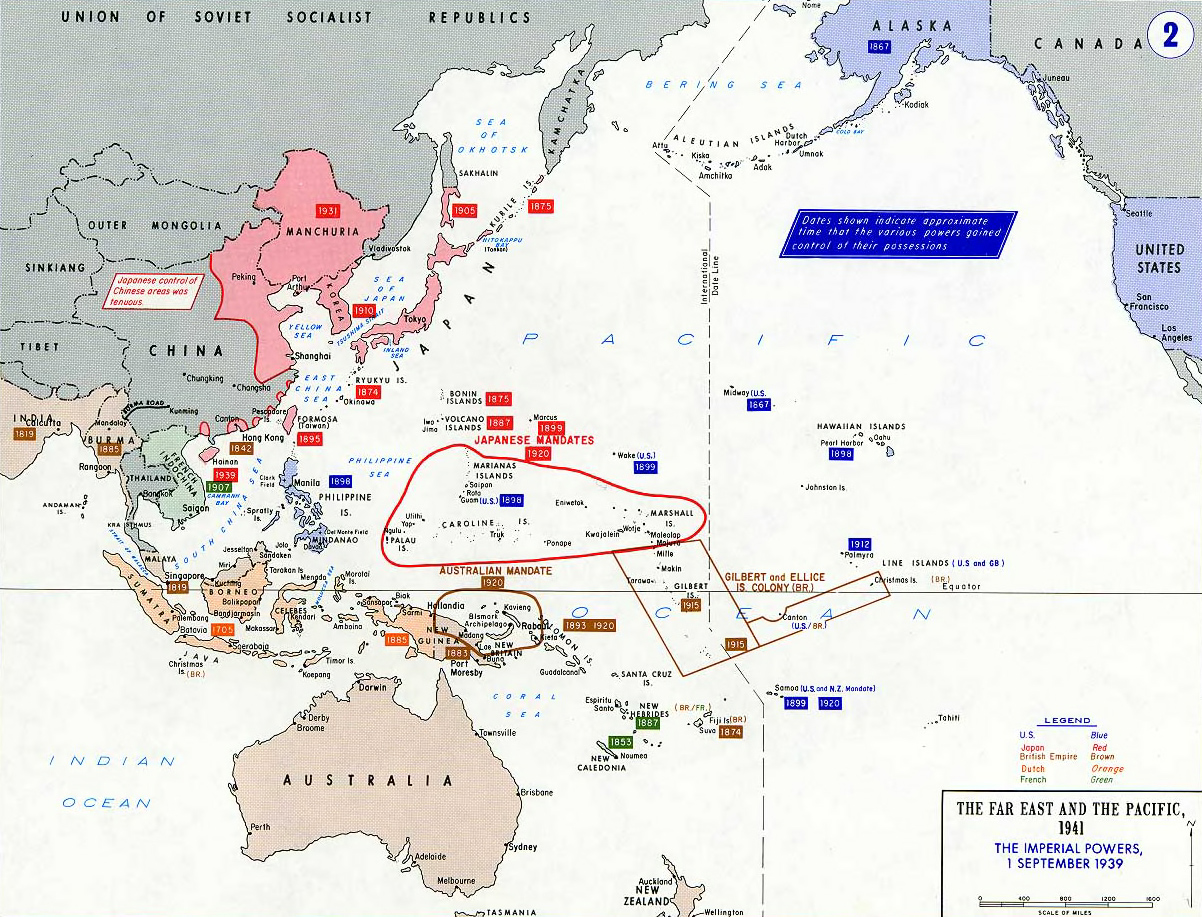
Sytuacja na Pacyfiku w 1939 roku

Przyczyną wybuchu wojny na Pacyfiku była w pierwszym rzędzie agresywna polityka ekspansji prowadzona przez Cesarstwo Japońskie. Źródeł tej polityki szukać można już w okresie tzw. restauracji Meiji, kiedy to Japonia awansowała do grona mocarstw i włączyła się w rywalizację o podział stref wpływów w Azji (w szczególności w Chinach). Nastroje ekspansjonistyczne wzrosły w Japonii zwłaszcza w okresie dwudziestolecia międzywojennego. Wśród japońskich elit panowało przekonanie, iż kraj „dusi się” w swoich dotychczasowych granicach. Gwałtownie rozwijająca się japońska gospodarka była bowiem uzależniona od importu surowców naturalnych, których Wyspy Japońskie były pozbawione, potrzebowała też rynków zbytu dla swych towarów. Ponadto w kraju panował bardzo wysoki przyrost naturalny, na skutek czego z biegiem czasu zaczęło brakować terenów rolnych i możliwości wyżywienia rosnącej populacji. Wielki kryzys lat 30. wyjątkowo boleśnie uderzył w japońską gospodarkę i postawił kraj na krawędzi głodu. Sytuację pogarszało także zaostrzenie przez Stany Zjednoczone i Australię polityki imigracyjnej, hamujące emigrację japońską do tych krajów.
Jesienią 1931 roku wojska japońskie wkroczyły do chińskiej Mandżurii. Pretekstem był tzw. incydent mukdeński, czyli rzekome wysadzenie w powietrze przez Chińczyków torów kolei południowomandżurskiej, będącej własnością japońską. Od tej chwili trwała nieprzerwana ofensywa japońska w przybrzeżnych prowincjach Chin. Działania Japonii w Mandżurii wywołały szeroką krytykę Cesarstwa na forum międzynarodowym, zwłaszcza w USA, których społeczeństwo i władze były nastawione bardzo prochińsko. To doprowadziło w 1933 roku do wystąpienia Japonii z Ligi Narodów.
Agresywna postawa Japonii wzbudziła zaniepokojenie w USA i wśród państw europejskich, które poczuły się zagrożone w swych strefach wpływów. Tokio początkowo zgodziło się wprawdzie na ograniczenia liczby okrętów wojennych, które wolno było mu posiadać w ramach tzw. traktatu waszyngtońskiego (ograniczenia te objęły wszystkie państwa morskie), jednak później wycofało się z porozumień międzynarodowych krępujących Japonii swobodę ruchów i rozpoczęło nieograniczone zbrojenia morskie. W roku 1936 doszło do tzw. incydentu z 26 lutego – próby zamachu stanu, zorganizowanego przez japońskich nacjonalistów – co przyspieszyło proces militaryzacji Japonii. W kraju wzmógł się nacjonalizm o wyraźnie antyeuropejskim i antyamerykańskim obliczu. Eliminowano polityków nastawionych ugodowo wobec mocarstw zachodnich i Chin. Zaczęto lansować teorię o rasowej wyższości Japończyków nad innymi narodami Azji i ich predyspozycji do przewodzenia całemu kontynentowi. Jej ucieleśnieniem stało się powołanie w 1940 roku tzw. Strefy Wspólnego Dobrobytu Wielkiej Azji Wschodniej.
Po wybuchu wojny w Europie w roku 1939 Japończycy uzyskali zupełną swobodę działania w Azji. Gdy upadła Francja w 1940 r., Japonia wymusiła na rządzie Vichy zgodę na przemarsz wojsk japońskich przez Indochiny ku granicom chińskiej i birmańskiej oraz na współadministrowanie posiadłościami francuskimi w Azji. W odpowiedzi USA zastosowały wobec Japonii sankcje ekonomiczne – 26 września 1940 Amerykanie nałożyli na Japonię embargo na dostawę złomu stalowego, 25 lipca 1941 prezydent Roosevelt zamroził wszystkie japońskie aktywa w USA, a 1 sierpnia 1941 nałożył embargo na eksport ropy naftowej do Japonii. Embargo stało się głównym czynnikiem przesądzającym o rozpoczęciu bezpośrednich przygotowań do wojny (80% dostaw paliwa do Japonii pochodziło dotąd z USA), jako że gospodarka tego kraju w znacznym stopniu uzależniona była od importu surowców (z zagranicy pochodziło 100% gumy i bawełny, 88% surowców hutniczych, 80% cyny i 50% cynku). W pierwszej kolejności zagrożone zostały Indie Holenderskie z ich bogatymi zasobami ropy i gazu, węgla i metali kolorowych, kauczuku i ryżu. Na drodze do tych bogactw stały posiadłości brytyjskie – Hongkong, Singapur, Indie i liczne wyspy na Pacyfiku oraz państwa członkowskie Wspólnoty Brytyjskiej z Australią i Nową Zelandią, których Japonia nie śmiała jeszcze zaatakować mimo podpisanego 27 września 1940 r. trójporozumienia państw Osi – Japonii, Niemiec i Włoch.
W styczniu 1941 r. rozpoczęły się nieoficjalne rozmowy pomiędzy amerykańskim sekretarzem stanu Cordellem Hullem a ambasadorem japońskim w Waszyngtonie Kichisaburō Nomurą celem znalezienia pokojowego rozwiązania dla obszaru Pacyfiku. Dla Japonii rokowania były tylko grą na zwłokę. Po ataku Niemiec na ZSRR 22 czerwca 1941 r. rząd w Tokio uznał, że ma wolne ręce w dążeniu do zajęcia dominującej pozycji w Azji i na obszarze Pacyfiku. Na przeszkodzie stały tylko Stany Zjednoczone, które – w zamian za uznanie Mandżukuo i pewne ustępstwa ze strony rządu chińskiego – domagały się wycofania armii japońskiej z Azji kontynentalnej. Japończykom takie rozwiązanie już jednak nie wystarczało. Za przyzwoleniem cesarza Hirohito 2 lipca rząd japoński zajął stanowisko, że uderzenie japońskie na ZSRR nastąpi dopiero po osiągnięciu przez Niemców decydujących sukcesów, a 5 listopada ten sam gabinet podjął uchwałę (zatwierdzoną następnie przez cesarza) o uderzeniu na posiadłości USA, Wielkiej Brytanii i Holandii celem uzyskania szerokiego przedpola sięgającego granic Indii na zachodzie, Australii na południu, Alaski na północy i Wysp Hawajskich na wschodzie. Wewnątrz tego pasa miały znaleźć się Formoza, Filipiny, Nowa Gwinea i całe Indochiny. Plany wojenne premiera Hideki Tōjō nie wykluczały – w trakcie operacji militarnych – dalszego rozszerzenia zakładanego stanu posiadania.
Oparta na samurajskim kodeksie bushidō doktryna japońska zakładała, że armia japońska jest niezwyciężona i dysponuje najdoskonalszym uzbrojeniem, przeciwnicy zaś są nastawieni pacyfistycznie, a więc są ustępliwi i słabi. Zgodnie z tym założeniem wojnę przeciwko najgroźniejszemu z przeciwników – USA – da się wygrać jednym zdecydowanym uderzeniem, które złamie kręgosłup amerykańskiej flocie na Pacyfiku i poprzedzi wymuszone orężem rokowania pokojowe.

## Konflikt chińsko-japoński

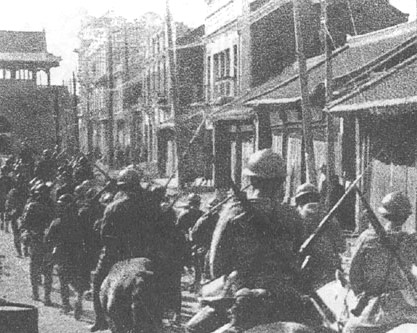
Wojska japońskie wkraczające do Shenyangu

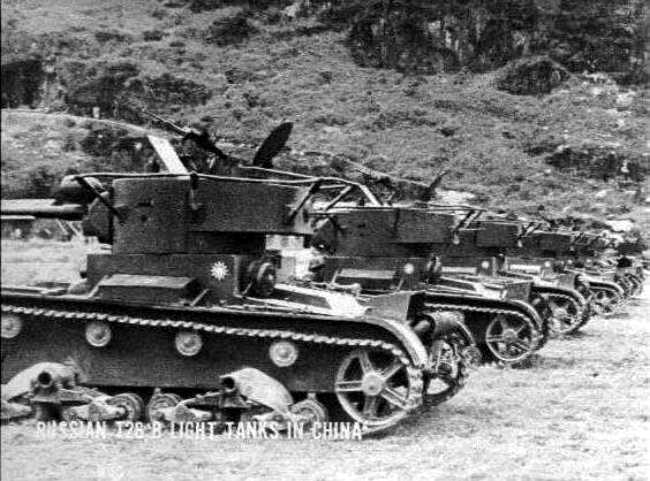
Chińskie czołgi T-26 w prowincji Hunan

Korzenie konfliktu Chin i Japonii sięgają końca XIX wieku, kiedy to Japonia ostatecznie zagarnęła Koreę po wygranej wojnie z Chinami w latach 1894–1895, a po pokonaniu Rosji w 1905 r. rozciągnęła swoje wpływy na Mandżurię, do tej pory kontrolowaną przez Rosję. Cesarstwo Chińskie było w tym okresie całkowicie bezradne wobec agresji japońskiej.
Po obaleniu dynastii Qing – i powstaniu republiki w latach dwudziestych – sytuacja zaczęła się powoli zmieniać. Znaczne obszary kraju kontrolowały oddziały armii Kuomintangu, w siłę rosła jednak także, wspierana przez Związek Sowiecki Komunistyczna Partia Chin. Czang Kaj-szek, stojący na czele Partii Narodowej, zdołał pokonać lokalnych samozwańczych władyków (byłych mandarynów dworu i generałów armii cesarskiej, którzy zagarnęli władzę na określonych obszarach, gdzie sprawowali nieograniczone, autorytarne, rządy) w południowych i środkowych Chinach, teraz przyszła kolej na północną część kraju. Japończycy, by temu zapobiec, w 1931 roku wywołali incydent mukdeński (grupa młodych oficerów japońskich wysadziła w powietrze część torów kolei mandżurskiej, a następnie oskarżyła o tę akcję Chińczyków). Był to pretekst do wkroczenia do Mandżurii, gdzie nie napotkali większego oporu. Po opanowaniu Mandżurii Japończycy przystąpili do tworzenia marionetkowego tworu – państwa Mandżukuo – na którego czele osadzili ostatniego cesarza z dynastii Qing, Puyi.
W 1932 r. miał miejsce tzw. „incydent 28 stycznia”: japońska szpieg Yoshiko Kawashima (nazywana „Matą Hari Dalekiego Wschodu”) zorganizowała pobicie pięciu mnichów japońskich w Szanghaju i oskarżyła o ten czyn Chińczyków. W zamieszkach, wywołanych przez Japończyków, zabito policjanta chińskiego. W efekcie doszło do masowych protestów mieszkańców Szanghaju. Zażądali oni odebrania japońskich koncesji handlowych w mieście i wzywali do bojkotu ich towarów. Na skutek protestów wojska japońskie wkroczyły do Szanghaju. Wywiązały się zacięte walki, które przerwała dopiero interwencja Ligi Narodów. Było to jawne pogwałcenie suwerenności terytorialnej Chin.
W 1933 r. armia cesarska ponownie zaatakowała, dzięki czemu japońska Mandżuria zyskała strefę buforową, oddzielającą ją od terenów kontrolowanych przez wojska Czang Kaj-szeka. Dla Japonii północno-wschodnie Chiny były bardzo ważnym nabytkiem ze względu na znajdujące się tam surowce i ośrodki przemysłowe. Odbudowujące się demokratyczne Chiny były śmiertelnym zagrożeniem dla japońskiego militaryzmu i dlatego Japonia zdecydowała się na kolejny atak. Nie planowała opanowania całego kraju, ponieważ nie posiadała wystarczających sił militarnych. Wojskowi japońscy zamierzali stworzyć w Chinach marionetkowy rząd, który nie stawiałby oporu.
W latach trzydziestych w Chinach panowała sytuacja patowa. Czang Kaj-szek skupiał swe wysiłki na walce z komunistami, którzy, wspomagani przez ZSRR, byli dla rządu republiki największym zagrożeniem.

### Wojna po 1937 r. i starcia graniczne z ZSRR
Armia Kwantuńska sprowokowała tzw. „incydent na moście Marco Polo” (albo inaczej – bitwę o most Lugou) w dniu 7 lipca 1937 roku, który miał być pretekstem do rozpoczęcia kolejnego etapu wojny. Po bitwie Japończycy zajęli Pekin, Szanghaj, Nankin (wówczas stolicę republiki – według źródeł chińskich, wymordowano tam około 300 tys. cywilów) i południowe Shanxi. W połowie 1938 r. japońskie postępy osłabły, a przeciwnik przeszedł do taktyki walk partyzanckich. Sytuacja taka trwała praktycznie do końca wojny i, mimo że armia Kuomintangu, mająca przeciw sobie Japończyków, komunistów i lokalnych władyków, poniosła wiele porażek, nie została nigdy pokonana ze względu na duże rezerwy. Szacuje się, że wojna ta pochłonęła 3,2 mln ofiar po stronie chińskiej i 1,1 mln po stronie japońskiej. Dzięki oporowi chińskiemu alianci walczący na Pacyfiku mogli dużo szybciej uporać się z Japończykami, którzy zmuszeni byli utrzymywać duże kontyngenty wojsk lądowych na kontynencie.
W 1938 r. miał miejsce pierwszy incydent graniczny pomiędzy ZSRR i Japonią nad jeziorem Chasan; doszło do nierozstrzygniętej bitwy. Do następnych napięć doszło w maju 1939 r., gdy grupa kawalerii mongolskiej (Mongolia była zależna od ZSRR) wtargnęła na teren państwa Mandżukuo. Doszło do serii drobnych potyczek pomiędzy oddziałami jazdy przeciwników, które przerodziły się w starcia regularnych oddziałów. Armia Kwantuńska przekroczyła rzekę Chalchyn gol, ale została pokonana przez połączone siły radziecko-mongolskie dowodzone przez Gieorgija Żukowa i wyparta z powrotem do Mandżurii (bitwa nad Chałchin-Goł). 16 września 1939 r. Japończycy wystąpili z propozycją zawieszenia broni. Od tego momentu między obydwoma państwami trwał niepisany rozejm, naruszony przez ZSRR dopiero 8 sierpnia 1945 roku.

### Patowa sytuacja w Chinach

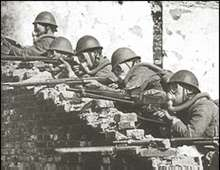
Wojska japońskie w Chinach

III Rzesza i ZSRR prowadziły aktywną politykę w Chinach i wspierały rząd Czang Kaj-szeka do chwili rozpoczęcia II wojny światowej w Azji. ZSRR popierał Kuomintang. We wrześniu 1937 r. doszło nawet do podpisania chińsko-sowieckiego paktu o nieagresji. Jednocześnie ZSRR aktywnie udzielał pomocy partyzantce komunistycznej. Po niemieckiej agresji na ZSRR w czerwcu 1941 r. wsparcie sowieckie dla Mao Zedonga zostało chwilowo przerwane.
Jeszcze przed atakiem Japonii na Pearl Harbor Kuomintang znalazł nowego nieformalnego sojusznika – USA. Tak zwaną Drogą Birmańską (z Lashio w północnej Birmie do Chongqingu – nowej stolicy Chin) docierał od 1940 r. do Chin amerykański sprzęt wojskowy. Po zajęciu Birmy przez Japończyków w 1942 r. zaopatrzenie dostarczano drogą między Ledo i Kunmingiem (droga Ledo), która rozpoczynała się w Asamie (Indie), pozostającym jeszcze w rękach alianckich. Przed wybudowaniem drogi Ledo możliwy był jedynie transport lotniczy ponad „Garbem” (ang. Hump), czyli Himalajami.
Po opanowaniu dość znacznych obszarów na wybrzeżu i północy kraju w roku 1941 Japonia była zmuszona do utrzymywania na nich ogromnej liczby żołnierzy ze względu na ciągłe ataki wojsk Kuomintangu. Kontrola japońska nad zdobytymi terenami często ograniczała się tylko do dróg, linii kolejowych i większych miast, natomiast prowincja pozostawała w ręku sił przeciwnika. Na czele marionetkowego rządu na terenach okupowanych stanął Wang Jingwei – chiński kolaborant. Jego władza była ograniczona. Społeczeństwo nie miało do niego zaufania ze względu na akcje wojsk japońskich skierowane przeciwko ludności cywilnej. Chińczycy zaczęli się jednoczyć w walce przeciwko okupantom.

## Początek II wojny światowej na Pacyfiku
W 1941 roku Cesarstwo Japonii dysponowało prawdopodobnie najsilniejszą flotą wojenną świata.
Jej korpus lotniczy stanowiło 10 lotniskowców z 1500 pilotów o najwyższym stopniu wyszkolenia i sprawności spośród wszystkich pilotów pokładowych na świecie, 11 – a wkrótce 12 – pancerników, w tym kilka najsilniejszych w swojej klasie, podstawę zaś uzbrojenia jej lekkich sił nawodnych stanowiły torpedy Typ 93 – do dziś uważane za najlepsze torpedy drugiej wojny światowej. Flota amerykańska natomiast – wprawdzie silniejsza nominalnie – podzielona była na dwa oceany, toteż siły które byłaby w stanie przeciwstawić flocie japońskiej jej nie dorównywały.
Mając przed sobą ciągle nierozwiązany problem chiński, Japonia przystąpiła do realizacji planu głównego, który zakładał jednoczesne uderzenie na Filipiny, Hongkong, Singapur i Indie Holenderskie wraz z głównym atakiem na instalacje wojskowe Stanów Zjednoczonych w obrębie Pacyfiku (w pierwszej kolejności na Guam, Wake, Midway, a przede wszystkim na wielką bazę floty w Pearl Harbor na Hawajach). Na ten cel zgromadzono flotę uderzeniową, w skład której wchodziło 6 lotniskowców, 14 innych okrętów nawodnych i 3 podwodne oraz 432 samoloty. Wyszły one w morze 26 listopada 1941, a 1 grudnia, po otrzymaniu z Tokio od głównodowodzącego adm. Yamamoto rozkazu ataku, ruszyły ku celowi. Osiągnąwszy o świcie 7 grudnia wyznaczony punkt, oddalony o 275 mil na północ od wyspy Oʻahu, z czterech lotniskowców japońskich wystartowała pierwsza fala uderzeniowa.

### Atak na Pearl Harbor

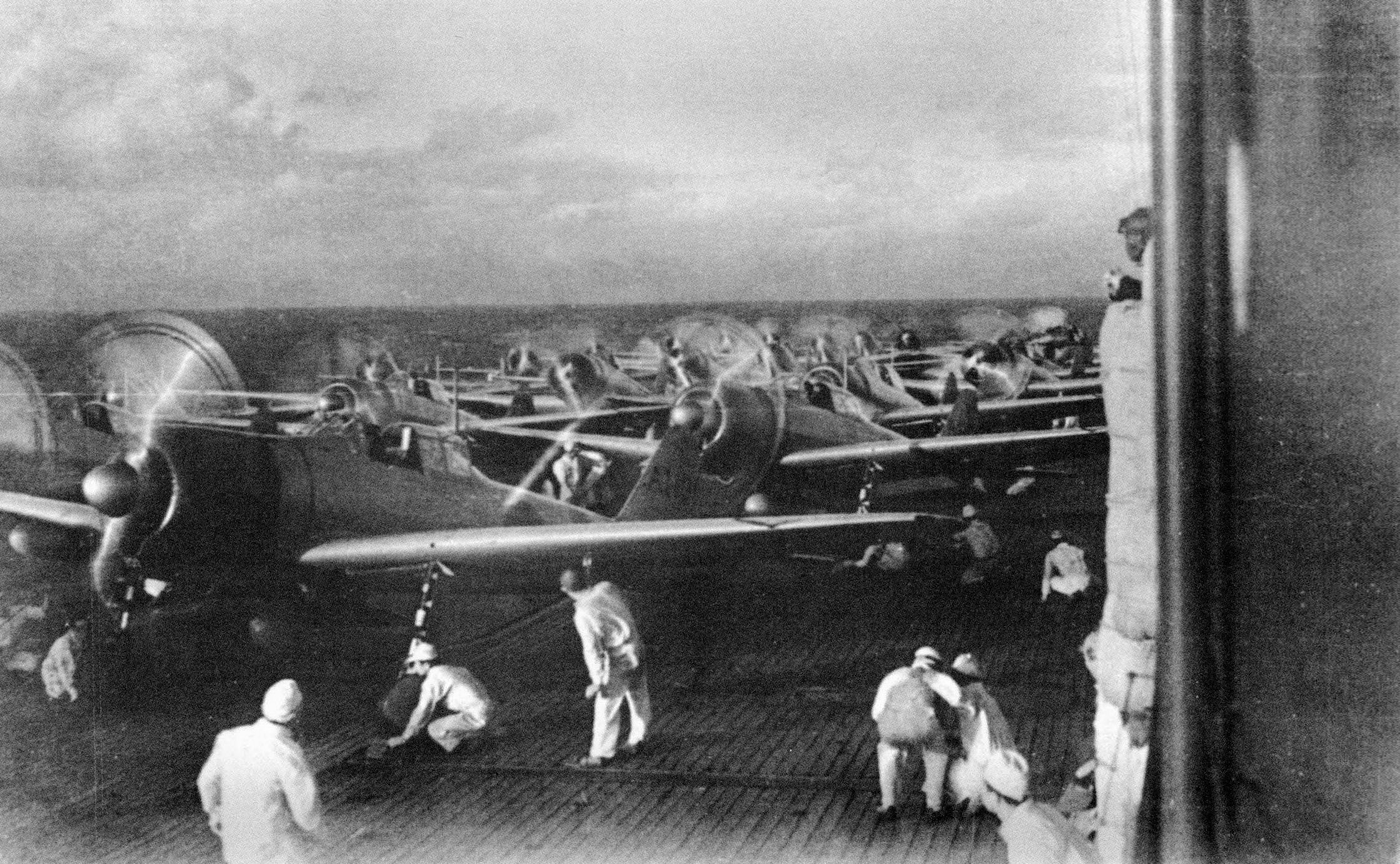
Bezpośrednie przygotowania do wykonania uderzenia drugiej fali ataku na Pearl Harbor na pokładzie lotniskowca Akagi

Atak zaskoczył w Pearl Harbor 70 okrętów, w tym 8 pancerników, 8 krążowników, 29 niszczycieli i wiele jednostek pomocniczych. Lotniskowców w bazie nie było, gdyż wyszły 9 dni wcześniej z dostawą transportu samolotów na wyspę Wake. Obok bazy morskiej Naval Station Pearl Harbor, atak objął pobliską bazę lotniczą sił powietrznych Hickam Air Force Base. W dwóch falach ataku Amerykanie stracili 5 pancerników (tylko USS „Arizona” i USS „Oklahoma” nie nadawały się do naprawy, pozostałe trzy podniesiono i odbudowano oraz zmodernizowano – USS „Nevada” w 1942 roku, USS „California” i USS „West Virginia” w 1943 roku), 424 samoloty, 3300 zabitych i 620 rannych. Japoński sukces nie był całkowity: ocalały przede wszystkim lotniskowce, na których następnie spoczął główny ciężar walk, a ponadto zniszczenie floty w porcie nie było równoznaczne ze zniszczeniem jej na morzu. Okręty zniszczone w Pearl Harbor udało się podnieść z dna i wyremontować, zwłaszcza że nie uległa zniszczeniu infrastruktura – warsztaty, doki, magazyny sprzętu i amunicji, większość zbiorników paliwa.
W czasie ataku na Hawajach znajdowało się 86 okrętów, które nie stanowiły całej amerykańskiej Floty Pacyfiku. Pięć pancerników (w tym dwa nowe) – USS „North Carolina” i USS „Washington” oraz USS „Idaho”, USS „New Mexico” i USS „Mississippi” – znajdowało się na Atlantyku. Flota amerykańska, skoncentrowana początkowo na Pacyfiku, została w 1941 roku podzielona na dwie siły celem stawienia czoła zarówno Niemcom, jak i Japonii. Jednakże straty poniesione w Pearl Harbor zmusiły Stany Zjednoczone do wycofania swoich najcięższych okrętów z Atlantyku i ponownego przebazowania ich na Ocean Spokojny celem podjęcia działań przeciw flocie japońskiej. Straty w zniszczonych samolotach zostały uzupełnione w ciągu kilku dni po japońskim ataku, wszystkie zatopione bądź uszkodzone okręty – z wyjątkiem USS „Arizona” i USS „Oklahoma” – wróciły do akcji w ciągu następnego roku.
Jakkolwiek skutki japońskiego ataku były przejściowe, klęska poniesiona w Pearl Harbor była niezaprzeczalnie ciężka. Niepowetowane dla amerykańskich sił zbrojnych były straty w ludziach: 2343 zabitych, 1272 rannych i 960 zaginionych. Rząd amerykański starał się początkowo ukryć rozmiar strat – były bowiem tak duże w siłach zdolnych do bieżącej obrony Hawajów, że gdyby Japonia zdawała sobie sprawę z ich rozmiarów, mogła się pokusić o zajęcie całego archipelagu, lub też przypuścić dalsze ataki na wzór pierwszego, których skutki nie dałyby się tak szybko powetować. Stany Zjednoczone jednak w ciągu kilkunastu dni uzupełniły siły obronne archipelagu.
Wykorzystując chwilowe amerykańskie oszołomienie i brak wystarczającej ilości gotowych do natychmiastowego użycia sił, prawie jednocześnie z Pearl Harbor Japonia zaatakowała inne cele w obszarze Pacyfiku, przede wszystkim amerykańskie instalacje militarne.

## Strategia państw „Osi” i państw sprzymierzonych
Nadzieje państw sprzymierzonych „lepszego jutra dla całego świata”, wyrażone w Karcie Atlantyckiej, po ataku na Pearl Harbor stały się podwójnie trudne do zrealizowania. Hitler nie był już jedynym wrogiem, a Europa i Afryka jedynymi polami walki. Niemcy były obecnie wspierane przez Japonię, a wojna rozprzestrzeniła się na cały świat. Mocarstwa Osi, związane przymierzem wojennym i dyplomatycznym, przystąpiły do ostatecznego podboju świata, w którym zarówno Niemcy w Europie, jak i Japonia w Azji poczyniły już duże postępy. Państwa te posiadały podwójną przewagę nad swymi przeciwnikami: były dobrze przygotowane i całkowicie zmobilizowane. Również fakt, że polegały one na wewnętrznych liniach dostaw, sprzyjał ich operacjom wojennym. Gdy państwa Osi stały u szczytu swej potęgi lądowej i morskiej z początkiem 1942 roku, rozporządzały tak olbrzymimi siłami, że mogły podjąć ofensywę równocześnie w Europie, Afryce, Azji, na Pacyfiku i na Atlantyku.

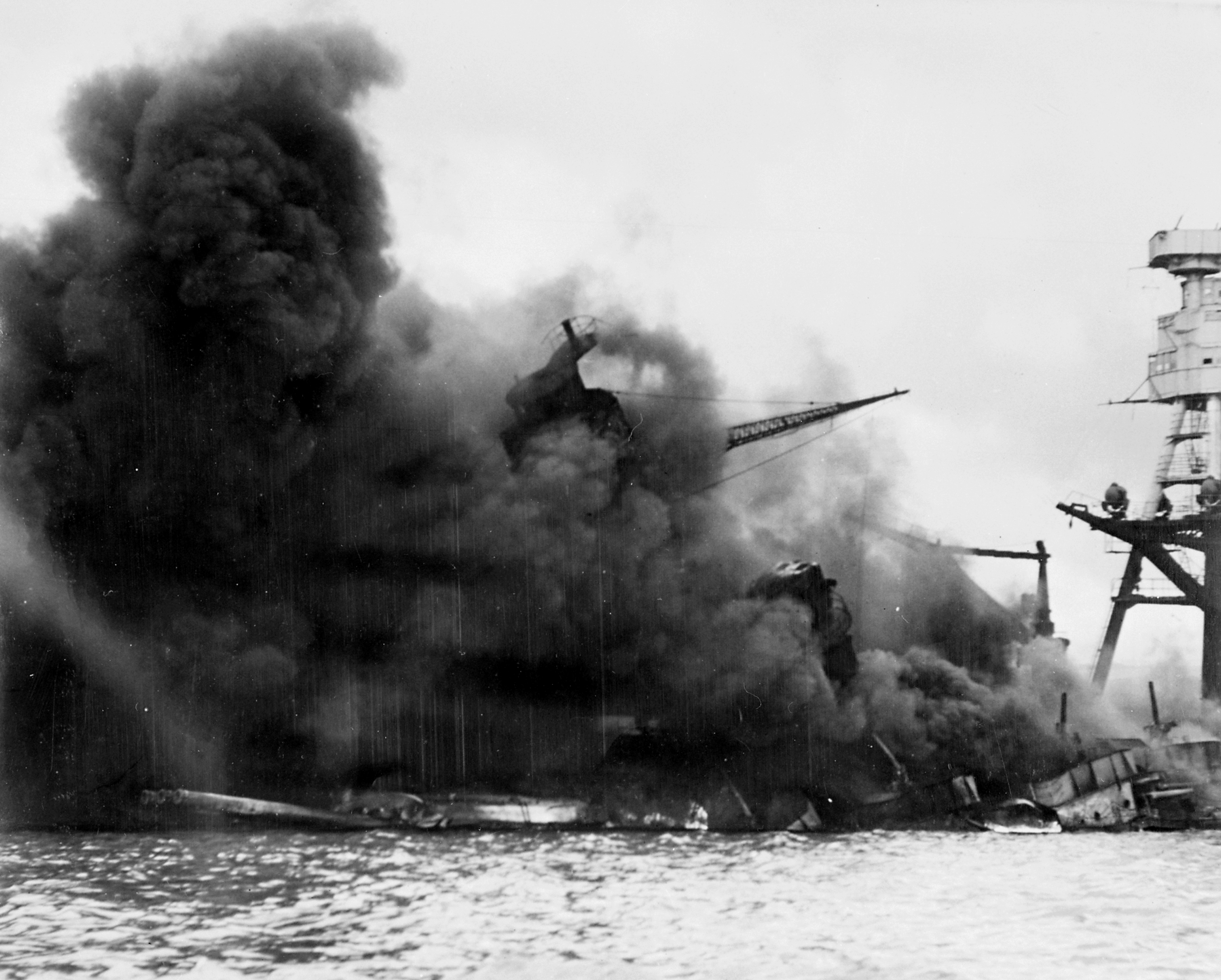
Atak na Pearl Harbor, płonąca po eksplozji USS „Arizona”

Wobec nieprzyjacielskich ataków na lądzie, morzu i w powietrzu, państwa sprzymierzone były wszędzie w defensywie. Sojusznicy musieli dbać o utrzymanie swoich linii komunikacyjnych wokół całego globu i spieszyć się z przetworzeniem swych przeważających zasobów przemysłowych na siłę militarną. Mocarstwa sprzymierzone stanęły przed ważkim pytaniem: kiedy będą zdolne przejść do kontrofensywy. Gdyby bowiem przygotowania zajęły im zbyt wiele czasu, zostałyby pokonane zanim zdążyłyby zebrać do walki wszystkie swoje siły. Szybkie zwycięstwo było dla państw sprzymierzonych niemożliwością, ponieważ – pomijając brak przygotowania – polegały one na zewnętrznych liniach dostaw. Zarówno Niemcy, jak i Japonia zajmowały centralne położenie w swoim kontynentalnym „kole”. Państwa sprzymierzone natomiast miały swoje posiadłości rozsiane wokoło obwodu. Przestrzeń jednak dzieląca główne państwa Osi, ograniczała każde z nich do promienia własnego zasięgu, co stanowiło ich słaby punkt, nie pozwalając na połączenie japońskiej potęgi morskiej z niemieckimi siłami lądowymi i powietrznymi oraz zjednoczenie wszystkich zasobów państw Osi. Państwa te zdawały sobie sprawę z tego, ile by zyskały przez połączenie swoich sił. Ich strategia w ofensywie z 1942 roku była krokiem wstępnym do osiągnięcia ostatecznego celu: zaciśnięcia obręczy wokół Indii, do czego oba państwa Osi dążyły – Japonia przez okrążenie południowo-wschodniej Azji, a Niemcy przez atak na wschód przez Kaukaz i Egipt. Gdyby te ramiona zeszły się, odcięłyby zarówno Rosję, jak i Chiny, a Wielka Brytania i Stany Zjednoczone zostałyby odcięte od swoich oblężonych sprzymierzeńców. Był to strategiczny plan ofensywy państw Osi na przyszłość; bezpośrednim natomiast planem defensywnym, jaki skłonił Japonię do przystąpienia do wojny, było osaczenie Stanów Zjednoczonych na dwóch frontach.
W rzeczywistości los Stanów Zjednoczonych miał się zdecydować w kilka dni po japońskim ataku na Pearl Harbor, podczas spotkania prezydenta Roosevelta z premierem Wielkiej Brytanii Winstonem Churchillem w Waszyngtonie. Postawiono wówczas pytanie, który front jest ważniejszy: europejski czy azjatycki? Kto w rozumieniu polityki amerykańskiej był „nieprzyjacielem numer 1”: hitlerowskie Niemcy, czy też Cesarstwo Japonii. Od odpowiedzi na te pytania zależał czas trwania wojny, a nawet samo zwycięstwo narodów sprzymierzonych, z których żaden, nie wyłączając Stanów Zjednoczonych, nie był dość silny, aby móc skierować dostateczne siły przeciwko Niemcom, jak i Japonii. Zasady sztuki wojennej wymagały oszczędzania sił, m.in. poprzez zebranie wystarczających mocy najpierw przeciwko jednemu wrogowi, a następnie przeciwko drugiemu, rozbijając i pokonując każdego z osobna. Opinia szeroko rozumianych narodów sprzymierzonych była do pewnego stopnia podzielona co do oceny, kto jest groźniejszym wrogiem, Niemcy czy Japonia. W Chinach, Australii, Nowej Zelandii, Indiach, na całym Pacyfiku oraz wzdłuż zachodniego wybrzeża Ameryki, opinia publiczna obawiała się bardziej Japonii, która była bliższym, zbliżającym się coraz bardziej zagrożeniem. Jednakże narody: Wielkiej Brytanii, Związku Radzieckiego i okupowanej Europy, uważały Hitlera za swego największego wroga, ponieważ znajdowały się już z nim w stanie wojny.
Po Pearl Harbor, podstawową decyzją połączonych sztabów w Waszyngtonie było pobicie najpierw Niemiec, przy równoczesnym osaczeniu Japonii. Zdecydowano przystąpić jak najszybciej do wielkich ofensyw na głównych frontach w Afryce i Europie, a do pomniejszych na drugorzędnych frontach Pacyfiku i Azji. Jak stwierdził Winston Churchill: „Pokonanie Hitlera i złamanie potęgi Niemiec musi mieć pierwszeństwo przed decydującą fazą wojny przeciwko Japonii”. Decyzja ta nigdy nie została zmieniona, lecz szybkość i rozmiary produkcji przemysłowej w Stanach Zjednoczonych pozwoliły Amerykanom podjąć pełną ofensywę na Pacyfiku, zanim jeszcze Niemcy zostały całkowicie pokonane.
Powodem, dla którego sprzymierzeni zdecydowali o rozprawie w pierwszej kolejności z Niemcami był fakt, że stanowiły one większe zagrożenie. Potencjał niemieckiego przemysłu, rozporządzającego zasobami okupowanej Europy, przewyższał możliwości Japonii, mimo jej władztwa nad Azją. Opanowana przez Niemcy Europa wytwarzała cztery razy więcej stali niż Japonia. Roczna produkcja stali w Japonii nie mogła przekroczyć 10 mln ton, ponieważ zagarnięte w Azji surowce i siła robocza musiały być przystosowane do ograniczonych możliwości przemysłu na wyspach rdzennej Japonii. Innym powodem decyzji sprzymierzonych był fakt, że Niemcy leżały bliżej trzech głównych aliantów: Stanów Zjednoczonych, Wielkiej Brytanii i ZSRR. Mogły więc one uderzyć na Niemcy o wiele szybciej i skuteczniej. Ponadto istniały już dwa fronty przeciw Niemcom, w ZSRR i Afryce. Natomiast front przeciw Japonii – z wyjątkiem Chin i obszarów Pacyfiku – nie był jeszcze ustalony. Wielka Brytania i Związek Radziecki były w tym momencie wojny silniejsze już niż Australia, czy Indie. Były też stosunkowo łatwo dostępnymi bazami wypadowymi dla prowadzenia wojny.
W przeciwieństwie do państw Osi, narody sprzymierzone mogły się wspierać nawzajem poprzez morza i koncentrować swoje siły tam, gdzie były one w danym momencie potrzebne. Ostatecznym celem strategii sprzymierzonych, było znalezienie najbardziej oszczędnego sposobu wykorzystania i użycia swoich sił. Pokonanie Hitlera było warunkiem zwycięstwa nad Japonią, gdyż gdyby Niemcom udało się włączyć do swego imperium zasoby ZSRR, potęga Niemiec byłaby niemal niemożliwa do przełamania. Zdecydowano więc, iż przy użyciu stosunkowo niewielkich sił, głównie powietrznych i morskich, uda się powstrzymać ekspansję Japonii do czasu, gdy punkt ciężkości ataku państw sprzymierzonych będzie mógł być przeniesiony z Europy na Pacyfik. Stany Zjednoczone przyjęły wówczas strategię pomocy każdemu państwu walczącemu z państwami Osi, w myśl zasady, że „każdy atak Osi na jakiekolwiek państwo zagraża Stanom Zjednoczonym”. Idea ta, znalazła odzwierciedlenie między innymi w umowie Lend Lease.

## Japońska ofensywa na Pacyfiku
Strategia japońskiej wojny morskiej, dzięki której zagarnęli oni w 1942 roku wyspy na południowym Pacyfiku – podobnie jak niemiecka wojna błyskawiczna, która ujarzmiła Europę – miała na celu zapewnienie Japończykom panowania nad bogatymi zasobami i wielomilionową ludnością Azji. Pięćset milionów ludności na Dalekim Wschodzie, łatwiejsze do eksploatacji niż uświadomione politycznie narody hitlerowskiej Europy, przedstawiały siłę roboczą, przy użyciu której Japończycy mogli marzyć o panowaniu nad tą częścią świata. Na Malajach i w Holenderskich Indiach Wschodnich Japonia uzyskałaby nie tylko całą potrzebną im ropę naftową, lecz również 80% światowej produkcji kauczuku i 65% cyny.
Rozpoczęcie przez Japonię wojny ze Stanami Zjednoczonymi oraz Wielką Brytanią nie było w tym czasie pozbawione logiki. Lata 1941 i 1942 zapowiadały się dla państw Osi pomyślnie. Wielka Brytania toczyła w tym czasie walkę o życie na Bliskim Wschodzie, Związek Radziecki z trudem wstrzymywał napór niemieckiej inwazji; Stany Zjednoczone natomiast – nieprzygotowane do wojny na dwa fronty – czyniły rozpaczliwe wysiłki, by przyjść z pomocą Wielkiej Brytanii i ZSRR w formie dostaw Lend Lease. Akcja w odpowiednim czasie, gdy inne mocarstwa miały ręce związane ofensywami hitlerowskich Niemiec, była niezbędnym warunkiem powodzenia Japonii w opanowaniu Azji. Przy tak korzystnym przebiegu wydarzeń, Japonia rozpoczęła ofensywę „promienistą” ze swoich baz na Formozie, w Indochinach francuskich i na wyspach Pacyfiku, uderzając w równoczesnych atakach na wszystkie strony świata – Pearl Harbor, Midway, Wake, Guam, Filipiny, Hongkong, Malaje i Singapur. Pierwszym obiektem ataku stała się amerykańska baza morska w Pearl Harbour, gdyż celem Japonii stało się zneutralizowanie amerykańskiej floty Pacyfiku. Po chwilowym rozbiciu swej floty Stany Zjednoczone zmuszone były prowadzić przez cały rok walkę defensywną, dopóki społeczeństwo i przemysł amerykański nie zostały w wystarczającym stopniu zmobilizowane do walki. W tym czasie wszystkie azjatyckie centra bogactw naturalnych zostały odcięte.

### Okrążenie południowo-wschodniej Azji
Upadek Francji i Holandii wiosną 1940 r. odwrócił uwagę Japonii od Chin ku bogatym, a bezbronnym Indochinom Francuskim i Holenderskim Indiom Wschodnim. Pod naciskiem Hitlera i Japonii, 20 czerwca 1940 r. francuski rząd Vichy otworzył Indochiny dla agentów japońskich, a na mocy podpisanego w Hanoi paktu, odstąpił trzy lotniska i wpuścił garnizon japoński w sile 60 000 żołnierzy. W ten sposób Japonia uzyskała kontrolę nad odległym o 975 km na północ od Singapuru Sajgonem, zamieniając go w bazę morską.

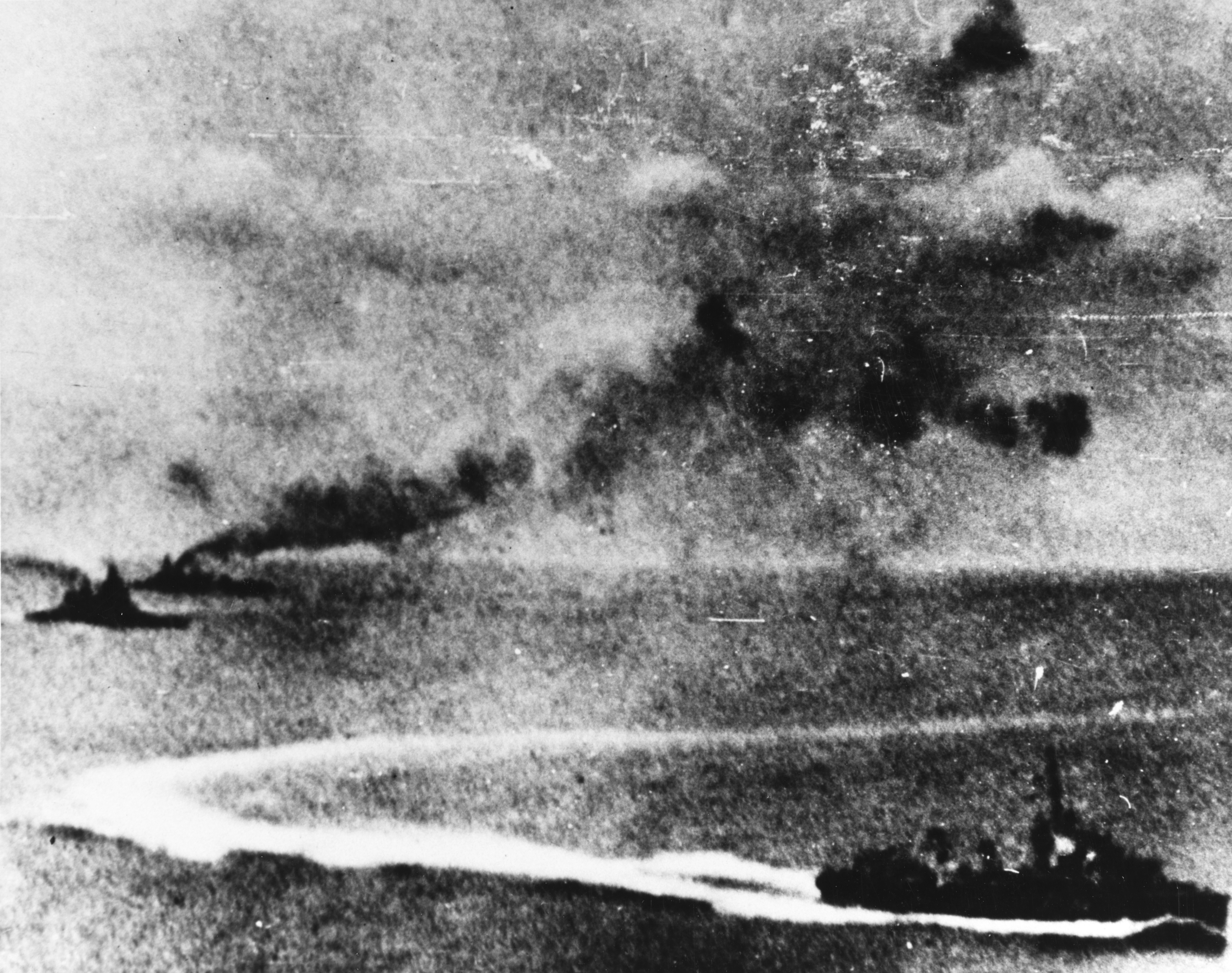
Bitwa pod Kuantanem – zdjęcie wykonane z japońskiego samolotu po pierwszym ataku torpedowym na HMS „Prince of Wales”

Tajlandia (ówcześnie Syjam) dostała się pod panowanie japońskie na początku 1941 roku, gdy Tokio podyktowało rozstrzygnięcie sporu między Indochinami i Syjamem na korzyść tego ostatniego i Japonii. W swoich nowych bazach w Indochinach i Syjamie, wojska japońskie przygotowywały się do ataku na Malaje, Singapur, Holenderskie Indie wschodnie oraz Birmę. Tocząca w tym czasie – jak określił to Winston Churchill – walkę na śmierć i życie w Europie i na Morzu Śródziemnym Wielka Brytania nie była w stanie utrzymać tych obszarów, których najbogatsze połacie należały właśnie do niej. W celu ułagodzenia Japonii, Brytyjczycy wstrzymali w styczniu 1939 r. dostawy do Chin przez Hongkong i na trzy miesiące zamknęli drogę birmańską. Zjednoczone Królestwo nie posiadało na Dalekim Wschodzie sił powietrznych zdolnych do przeciwstawienia się Japonii, co gorsza – po paraliżu amerykańskiej floty na skutek ataku na Pearl Harbor oraz późniejszym o trzy dni zatopieniu brytyjskiego pancernika HMS „Prince of Wales” i krążownika HMS „Repulse” w bitwie pod Kuantanem, brak było sił morskich do powstrzymania Japonii na obszarze na północ od Australii i na wschód od Indii. Wzmocnione w ostatniej chwili niewielkimi amerykańskimi dostawami Holenderskie Indie Wschodnie mogły jedynie prowadzić grę na zwłokę.
Korzystając z tej sytuacji wojennej na szerokich przestrzeniach Pacyfiku (będącej częściowo wynikiem dyplomacji japońskiej, nade wszystko jednak skutkiem powodzeń hitlerowskich Niemiec w Europie), Japonia zajęła kolonie w południowo-wschodniej Azji w ciągu czterech miesięcy. Rozporządzając siłą szacowaną na 26 dywizji, Japończycy zajęli wschodnią Azję i podbili wszystkie wyspy na południowo-zachodnim Pacyfiku, leżące między Australią a kontynentem azjatyckim.

#### Hongkong, Malaje, Singapur, Birma
Główną siłę, przy pomocy której Japonia zajęła południowo-wschodnią Azję, stanowiła dwustutysięczna armia, zgromadzona w Indochinach Francuskich. Jej zamierzenia ukrywane były pod osłoną rozmów dyplomatycznych w Waszyngtonie, gdzie Japończycy udawali, że prowadzą rokowania w celu pokojowego załatwienia wszystkich spraw spornych. W momencie uderzenia japońskich lotniskowców na Pearl Harbor, mieli w pogotowiu dobrze zaopatrzone armie, gotowe do wkroczenia do Syjamu, na Malaje, do Singapuru i Birmy. Dodatkowe oddziały, specjalnie wyćwiczone do walk w dżungli i wykonywania różnych zadań, stanęły pod bronią na Formozie oraz na okupowanym wybrzeżu Chin. Wszystkie te operacje wojskowe były starannie przygotowane, obmyślone i zaplanowane. Taktyczne powodzenie tych operacji zależało od szybkości i zaskoczenia nieprzyjaciela.
Hongkong
Kolonia korony brytyjskiej Hongkong, morski wylot Kantonu w południowo-wschodnich Chinach, leżał u szczytu trójkąta, opierającego się o Singapur i Corregidor, wewnątrz którego skoncentrowane były siły anglo-amerykańskie na Dalekim Wschodzie. Zajęcie przez Japończyków Kantonu w wojnie przeciw Chinom oraz francuskich Indochin i wyspy Hajnan w latach 1940–1941., pozwoliło im okrążyć Hongkong i dawało szansę odcięcia go w razie wojny od odległego o 2100 km na południe Singapuru.

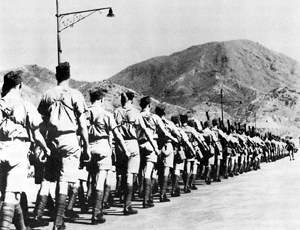
Kontyngent kanadyjski w Hongkongu

Jakkolwiek obrona Hongkongu była z góry skazana na niepowodzenie, jego obrona – jako gra na zwłokę – dawałaby dowódcom brytyjskim i amerykańskim czas na wzmocnienie innych punktów oporu. Pod koniec listopada wylądowały tam posiłki kanadyjskie w liczbie około 3 tys. żołnierzy, wzmacniając łączną siłę anglo-indyjskiego garnizonu do około 12 tys. żołnierzy, słabo jednak uzbrojonych. Miasto było też przeciążone tłumami chińskich uchodźców, nie miało także połączenia z chińskimi oddziałami na lądzie. Gdy Japończycy przeprowadzali uderzenie na Pearl Harbor, japońskie bombowce przypuściły również atak na Hongkong, niszcząc lądowiska, hangary oraz nieliczne stare samoloty szkolne. Wyeliminowano w ten sposób jedyne siły powietrzne miasta, które od tej pory było zupełnie pozbawione jakiejkolwiek ochrony przed atakami z powietrza, a także rozpoczęto w ten sposób bitwę o Hongkong. Oddziały japońskie wdarły się na półwysep Koulun i zdobyły umocnienia na zewnętrznej linii obrony. Gdy siły brytyjskie wycofały się na samą wyspę Hongkong, Japończycy przypuścili atak lotniczy na zbiorniki wody, bombardowane, dopóki garnizon pozostał z zapasem wody na jeden dzień (18–24 grudnia 1941 roku). Oddziały japońskie przedarły się tymczasem przez port, wylądowały, umocniły przyczółek, wdarły się w głąb linii brytyjskich, wytrzymały wszystkie przeciwnatarcia i zredukowały oblężenie do wierzchołka wzgórza Victoria. W tej sytuacji, 25 grudnia wojska brytyjskie poddały się. Z upadkiem Hongkongu stracono ostatni ważny port, prowadzący do wolnej jeszcze części Chin.
Malaje
Malaje stanowiły kuszący obiekt na planie japońskich podbojów. Znajdowały się 870 km od Singapuru i – jako kraj dostarczający połowę światowej produkcji kauczuku i przeszło 1/4 część światowej produkcji cyny – same w sobie mogły stanowić bardzo cenną zdobycz. Przeciwko stacjonującemu tam brytyjskiemu III Korpusowi Imperialnemu składającemu się z oddziałów szkockich, australijskich i hinduskich, Japończycy wysłali swoje najlepsze wojska, składające się z czterech lekkich dywizji, z żołnierzami wyćwiczonymi w przeprawach przez bagniste pola ryżowe, ubranymi w stroje tropikalne upodobniające ich do malajskich tubylców, którzy przenikali w głąb linii brytyjskich za pomocą udoskonalonych technik walki w dżungli. Cesarstwo Japońskie w swoich operacjach wojskowych, starało się w pierwszym rzędzie zabezpieczyć sobie wsparcie lotnictwa. Toteż pierwszym celem japońskich ataków zawsze były lotniska. Atak na półwysep Malajski rozpoczął się 8 i 9 grudnia 1941 roku lądowaniem Japończyków na wschodnim wybrzeżu i w Syjamie, celem zajęcia lotnisk w Kota Baru oraz w Singora i Patani. Wyruszająca z tych dwóch ostatnich punktów dywizja wyposażona w lekkie czołgi i wozy pancerne, przecięła półwysep u nasady, dochodząc do zachodniego brzegu i zagroziła okrążeniem 11. dywizji, która wycofała się odsłaniając Penang. Po zajęciu tego ważnego portu Japończycy kontynuowali swój marsz ku zachodniemu wybrzeżu. Oddziały japońskie zaskakiwały umocnione punkty obronne wypadami z morza i okrążali pozycje brytyjskie niespodziewanymi napadami, które sprawiały, że obrońcy znajdowali się nagle na tyłach linii nieprzyjacielskich. Jednostki które usiłowały zająć Kota Baru na wschodnim wybrzeżu, po złamaniu silnego oporu w tym miejscu, rozpoczęły atak na południe wzdłuż linii kolejowej, spychając przed sobą brytyjską 9. dywizję. Ruchliwość i szybkość oddziałów japońskich umożliwiała im wdzieranie się w usuwające się linie obrony brytyjskiej, i okrążanie ich. W tym samym czasie, trzecia armia japońska posuwała się w dół globusa wzdłuż wschodniego wybrzeża. Wszystkie trzy linie marszu japońskiego 29 grudnia 1941 roku zbiegły się na wspólnym froncie, niespełna 66 km na północ od Singapuru.
Los wielkiej bazy morskiej w Singapurze oraz broniących jej wojsk został przesądzony po zatopieniu 10 grudnia 1941 roku pancernika HMS „Prince of Wales” i krążownika HMS „Repulse”, zaskoczonych bez osłony powietrznej przez japońskie samoloty torpedowe pod Kuantanem, na wschodnim wybrzeżu Półwyspu Malajskiego. Zniszczenie tych i kilku innych okrętów w bitwie na Morzu Jawajskim pozbawiło połączone siły brytyjsko-holendersko-amerykańskie skutecznej siły morskiej w południowo-wschodniej Azji, a japoński podbój tych obszarów mógł od tej pory być już tylko sprawą sił lądowych i powietrznych. Otwierało to równocześnie drogi morskie na południe przez Indie Holenderskie ku Australii. Dla aliantów natomiast zatopienie brytyjskich okrętów było klęską taktyczną nie mniejszej wagi niż strategiczny cios jaki spadł na amerykańską flotę w Pearl Harbor.
Singapur
Próbując zaradzić rozpaczliwej sytuacji w jakiej znaleźli się alianci, dowództwo sprzymierzonych w tym regionie zostało zreorganizowane i połączone, co stanowiło efekt amerykańsko-brytyjskich narad w Waszyngtonie. 3 stycznia 1942 roku naczelne dowództwo nad siłami aliantów objął generał Archibald Wavell, jego zastępcą został generał George Brett dowodzący słabym lotnictwem, a dowódcą pozostałości floty morskiej został admirał Thomas Hart.

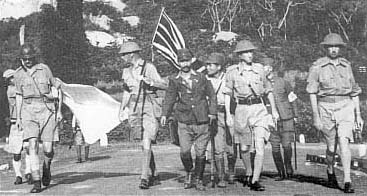
Gen. Arthur Percival w drodze na rozmowy kapitulacyjne

Dowódcą wszystkich sił lądowych i powietrznych odciętych obecnie w Chinach został marszałek Czang Kaj-Szek. Zmiany w dowództwie przyszły jednak zbyt późno i nie wystarczały, by ulżyć siłom brytyjskim na Malajach. 7 stycznia 1942 roku atak trzydziestu czołgów japońskich rozbił je, po czym zaczął spychać na południe od Kuala Lumpur ku grobli Jahore, łączącej Półwysep Malajski z wyspą Singapur. Oddziały szkockie i australijskie osłaniały odwrót resztek III korpusu brytyjskiego. Japończycy zdobyli lądowy dostęp do tej wielkiej bazy morskiej w ciągu niespełna dwóch miesięcy. Siły japońskie – przy zręcznej taktyce – zaskoczyły i rozproszyły wojska brytyjskie. Singapur przygotowany był na atak od strony morza, lecz nie od strony leżącej na jej zapleczu dżungli. „Twierdza” nie była też przygotowana na atak z powietrza. Przed Bożym Narodzeniem ściągnięto z Malajów wszystkie myśliwce dla odpierania nalotów japońskich bombowców, które w sile trzydziestu do dziewięćdziesięciu naraz atakowały Singapur trzy, czasem więcej, razy dziennie. Japońskie oblężenie z powietrza trwało przeszło miesiąc (29 grudnia – 8 lutego 1942), do czasu aż japońskie wojska lądowe były gotowe do przypuszczenia ataku przez wąską cieśninę Johore. Pod osłoną artyleryjską, napastnicy umocnili przyczółek w Kranii, dokonali dwóch desantów od wschodu i zachodu (8–9 lutego 1942), a ich wojska spotkały się na południu pod miastem Singapur, odcinając uprzednio bazę morską i zbiorniki wody. Siły obrońców zostały w ten sposób rozszczepione i odosobnione. Singapur poddał się bezwarunkowo 15 lutego 1942 roku – siedemdziesiąt dni po pierwszym japońskim ataku przypuszczonym na Malaje. Japończycy zajęli nie tylko fortecę, uważaną dotąd za nie do zdobycia, wzięli również do niewoli około 70 tysięcy brytyjskich wojskowych. Upadek Singapuru był w opinii Winstona Churchilla „największą w historii porażką oręża brytyjskiego”. Stanowił on także śmiertelny cios dla oddziałów sprzymierzonych, pozostawionych w południowo-wschodniej Azji, gdyż zostały one zmuszone do cofania się do Indii Holenderskich, a następnie do Australii. Co gorsza, przed Japończykami leżała otworem droga w kierunku na Birmę i Indie.
Birma
Japończycy zajęli dolną Birmę już w pierwszej fazie kampanii malajskiej. Ich zamiarem było opanowanie lotnisk birmańskich celem osłony prawego skrzydła i tyłów wojsk, posuwających się na południe w kierunku Singapuru. Lotnictwo brytyjskie oraz amerykańska grupa ochotnicza tzw. latających tygrysów utrzymały panowanie w powietrzu. Mimo to, japońskie oddziały lądowe zajęły wkrótce dolną Birmę. Brytyjczycy ewakuowali Mulmejn i 31 stycznia 1942 r. wycofali się do górnej Birmy wzdłuż linii rzeki Saluin.

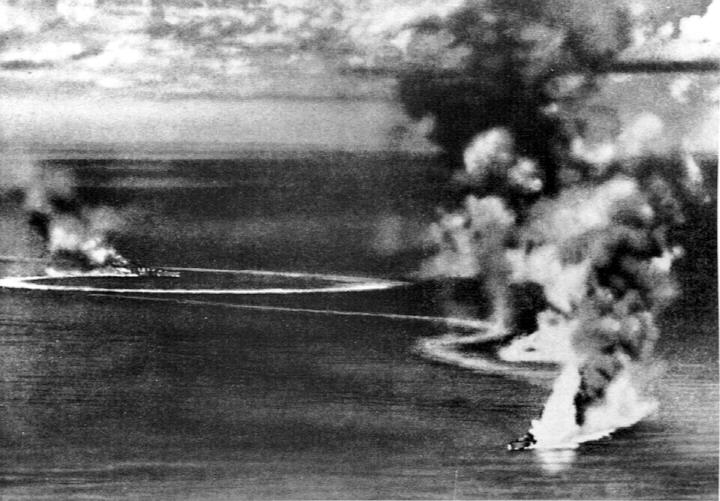
HMS „Cornwall” i HMS „Dorsetshire” bombardowane przez japońskie samoloty pokładowe

Przewidując upadek Singapuru, główne siły japońskie z Syjamu 8 lutego 1942 r. wkroczyły do Birmy, aby przeciąć Drogę Birmańską i odciąć w ten sposób Chiny od pomocy brytyjskiej z Indii. Japończycy okrążyli południowe skrzydło wojsk brytyjskich i 23 lutego zepchnęli je na zachód od Sittang. Wobec ciężkich ataków bombowych oraz japońskiego ataku na Pegu, utrzymanie wielkiego portu wydawało się beznadziejne, w związku z czym 8 marca 1942 r. oddziały brytyjskie ewakuowały Rangun. Utrata Rangunu oznaczała przecięcie linii dostaw dla brytyjskich i chińskich wojsk w Birmie; jedynym środkiem komunikacji z Indiami był transport lotniczy. Oddziały brytyjskie wycofały się na północ do Prome, przedzierając się przez linie japońskie. Marszałek Czang Kaj-szek wysłał do Birmy znaczne siły pod dowództwem generała Josepha Stilwella, szybkość jednak marszu wojsk japońskich na północ w pogoni za wycofującymi się wojskami brytyjskimi spowodowała, że oddziały chińskie mogły osłaniać jedynie wycofujące się ku Indiom wojska imperialne. Wycofanie wojsk chińskich stało się wkrótce konieczne, bowiem zmotoryzowane oddziały japońskie przeniknęły do Lasho, rozszczepiły siły sprzymierzonych i odcięły drogę birmańską. Podczas gdy nieprzyjaciel posuwał się na północ do Bhamo i Myitkyina, oddziały brytyjskie uchodziły na zachód przez dżunglę do miejscowości Imphal i Indii, zaś Chińczycy wycofywali się na północ wzdłuż rzeki Saliun ku granicom swojego kraju. Z końcem maja Japonia zajęła całą Birmę – obszar większy od Francji – oraz przecięła wszelką komunikację pomiędzy Chinami i ich sprzymierzeńcami, z wyjątkiem ryzykownej drogi powietrznej ponad Himalajami.
Indie zostały w tym czasie zagrożone przez japońskie siły morskie, przeprowadzające w tym rejonie rajd pancerników i lotniskowców, płynących pod osłoną krążowników i niszczycieli. Okręty te wpłynęły do Zatoki Bengalskiej i 4 kwietnia zaatakowały Cejlon. Japońskie samoloty przypuściły silne ataki na stolicę Cejlonu, Kolombo oraz zatopiły dwa brytyjskie ciężkie krążowniki HMS „Cornwall” i HMS „Dorsetshire”, a także lotniskowiec HMS „Hermes”. Japończycy zestrzelili wówczas niemal wszystkie samoloty atakujące ich lotniskowce. Gdy japońskie okręty podwodne zatopiły liczne statki handlowe, a ich samoloty przypuszczały z lotniskowców ataki na subkontynent indyjski, Brytyjczycy wysłali pośpiesznie posiłki morskie na wschód dla obrony Oceanu Indyjskiego. Z początkiem lata utrzymywali w Zatoce Bengalskiej trzy pancerniki i jeden lotniskowiec; gotowe do odpierania japońskich ataków. Deszczowy okres monsunu uniemożliwił jednak inwazję przez Birmę.

#### Filipiny: Bataan i Corregidor
Los Filipin był przesądzony jeszcze zanim rozpoczęła się wojna. Były one niemal całkowicie otoczone przez Japończyków, znajdujących się od północy na Formozie, od zachodu na Wyspach Spratly i w Indochinach, a od wschodu na Marianach, Wyspach Karolińskich i Marshalla. Od czasu gdy w 1934 roku amerykański Kongres zagłosował za przyznaniem im niepodległości w 1946 roku, niewiele uczyniono w celu zabezpieczenia ich obrony.

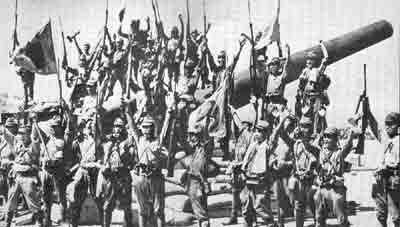
Japońscy zdobywcy Corregidoru

W 1937 roku rząd Filipin powierzył generałowi MacArthurowi wyszkolenie armii tubylczej, która w chwili wybuchu wojny składała się jednak ze 100 tysięcy żołnierzy. Gdy nastąpił japoński atak, główny ciężar obrony spadł na 12 000 skautów filipińskich, którzy posiadali najlepsze wyszkolenie ze wszystkich miejscowych wojsk oraz amerykańską 31. dywizję piechoty. W chwili japońskiego ataku obronę Luzonu prowadziło 19 000 żołnierzy amerykańskich, w tym również 8000 amerykańskiego personelu lotniczego dysponującego około 250 samolotami (35 „Latających Fortec” i 107 samolotów myśliwskich typu P-40). W tym czasie, na Filipinach znajdował się również odwołany z Szanghaju 4. pułk piechoty morskiej. W ostatniej fazie obrony, uczestniczyło także około tysiąca pozbawionych swoich okrętów marynarzy, osiemnaście tysięcy ludności cywilnej ewakuowanej z innych regionów oraz około 6 tysięcy robotników. Obrona Filipin była jednak wyłącznie walką na zwłokę, która zwolnić miała tempo japońskiej ekspansji na południowym Pacyfiku. Ponieważ wysp tych nie można było utrzymać zbyt długo, amerykańskie wysiłki skoncentrowane były na rozbudowie linii transoceanicznych przez Pacyfik do Australii, z zamiarem stworzenia z tego kontynentu bazy stanowiącej dogodny punkt wyjścia dla mającego odbić Filipiny amerykańskiego kontrataku.
Jeszcze gorsza sytuacja miała miejsce na pozostałych wyspach. Na Mindanao, drugiej z kolei co do wielkości wyspie Filipin, generał Sharp nie pozostawił dość broni dla trzydziestu tysięcy Filipińczyków, których można było powołać do służby wojskowej. Na Cebu natomiast znajdowało się jedynie 1500 karabinów. W ciągu dwóch pierwszych miesięcy wojny na Pacyfiku na Filipiny dowożono amunicję i zapasy z Nowej Zelandii, jednak wobec japońskiej blokady i wynikających z tego wysokich strat w transportach, już wkrótce musiano ograniczyć do minimum racje żywnościowe dla wojska na tych obszarach. Na domiar złego, już 9 godzin po japońskim ataku na Pearl Harbor, Japończycy zniszczyli większość amerykańskich samolotów bombowych i myśliwskich. Dwa dni później Japończycy zniszczyli bazę morską w Cavite.
Bataan
Trzy dni po ataku na Pearl Harbor, japońskie oddziały wylądowały w Aparri i Vigan, dziesięć dni później natomiast dokonali desantów w Davao na wyspie Mindanao, 900 kilometrów na południe od Manili. Po wzmocnieniu oddziałów japońskich na Luzonie przez desant w zatoce Lamon poniżej Manili i otoczeniu miasta od północy i południa, generał MacArthur wykonał przygotowany jeszcze przed wojną plan wycofania wszystkich sił na zachód, na skalisty półwysep Bataan, strzeżony u nasady przez fortecę na wyspie Corregidor. Manila, jakkolwiek ogłoszona miastem otwartym, była atakowana z powietrza, a w końcu zajęta przez Japończyków 2 stycznia 1942 roku.
Na półwyspie Bataan wojska filipińsko-amerykańskie broniły najpierw bazy morskiej w zatoce Subic, zostały jednak zmuszone do wycofania się na południe na główną linię obrony biegnącą w poprzek półwyspu, którą utrzymywały od połowy stycznia aż do kwietnia. W tym czasie, główne siły japońskie zajęte były podbojem Malajów, Singapuru, Birmy i Holenderskich Indii Wschodnich, a oddziały na Filipinach utrzymywały wojska filipińsko-amerykańskie w saku na półwyspie Bataan. Po zdobyciu Singapuru i Indii Holenderskich, Japończycy wzmocnili jednak swoje oddziały na wyspie Luzon, celem przypuszczenia 5 kwietnia 1942 roku silnego ataku. Pod naporem japońskim, wobec braku żywności, amunicji, sprzętu ciężkiego i samolotów, a także w związku z wysokim odsetkiem żołnierzy zarażonych malarią, poddały się wszystkie oddziały pozostawione na Bataanie dla osłony odwrotu na Corregidor.
Corregidor
Po zajęciu Bataanu Japończycy przemieścili w góry ciężką artylerię i rozpoczęli wspierany również z morza i powietrza ostrzał garnizonu Corregidor, który utrzymał się jednak przez miesiąc. Gdy jednak siły japońskie przypuściły atak pod osłoną nocy – poprzedzony trwającym tydzień ciężkim ostrzałem z lądu, morza i powietrza – 6 maja 1942 roku Corregidor padł wraz z trzema sąsiednimi fortecami. W Corregidor Japończycy wzięli do niewoli 11.574 Filipińczyków i Amerykanów (żołnierzy, marynarzy, piechoty morskiej oraz ludności cywilnej). 36 853 dostało się do niewoli na półwyspie Bataan. Poddały się również oddziały na innych wyspach. Utrata Filipin była najcięższą klęską jaką kiedykolwiek do tego czasu poniosły Stany Zjednoczone poza swoim kontynentem. Długotrwała obrona Filipin była jednak wielkim sukcesem z punktu widzenia stosowanej przez USA na tym etapie wojny taktyki działań opóźniających, pozwalających na zyskanie czasu na przygotowania do przejścia najpierw do ofensywy taktycznej, a następnie strategicznej.

#### Guam, Wake, Midway
Dwie z trzech amerykańskich wysp na drodze oceanicznej z Hawajów na Filipiny znajdowały się we władaniu Japonii. Guam, którego umocnienia amerykański Kongres odmówił w 1929 roku w obawie przed prowokowaniem Japonii, stał się teraz odosobnionym wysuniętym punktem na Wyspach Mariańskich. Garnizon Guam, składający się z około 500 żołnierzy amerykańskich pozbawionych wsparcia lotnictwa i ciężkiej artylerii, nie mógł wobec tego odeprzeć japońskiego ataku z pobliskiej wyspy Rota (11 grudnia 1941 roku). Położona o 1300 mil bliżej Hawajów wyspa Wake, broniona była jednak przez 16 dni przez batalion piechoty morskiej oraz 1000 cywilnych robotników, którzy przetrzymali naloty bombowe i ogniem artyleryjskim odparli pierwszy atak japoński. Ostatecznie, oddziały japońskie zdobyły Wake 23 grudnia, kosztem utraty dwóch niszczycieli oraz poważnego uszkodzenia lekkiego krążownika „Yūbari”. Upadek Guam i Wake odciął armię amerykańską na Filipinach od posiłków drogą morską, a wszystkie siły morskie i lotnicze odepchnięte zostały o 4 tysiące mil aż do Midway, odległego 1500 mil od Pearl Harbor. W ciągu kilku dni od japońskiego ataku na ten ostatni garnizon piechoty morskiej na Midway, obrońcy dwukrotnie odparli atak japoński w pierwszej japońskiej operacji przeciwko Midway, ogniem nabrzeżnych baterii artyleryjskich uszkadzając jeden niszczyciel. Pół roku później, startujące stąd bombowce przyczyniły się do zadania ciężkich strat japońskiej flocie, po raz drugi próbującej zająć Midway.

#### Holenderskie Indie Wschodnie
Podczas gdy japońskie oddziały lądowe i siły powietrzne zajmowały południowo-wschodnią Azję, wypychając brytyjskie i amerykańskie flanki na Malajach, w Birmie i na Filipinach, inna część sił lądowych, morskich i powietrznych ruszyła na południe przez Holenderskie Indie Wschodnie w kierunku Australii oraz na wschód przez Ocean Spokojny w kierunku Wysp Hawajskich. Japończycy zaskoczyli Brytyjczyków, Amerykanów i Holendrów, nieprzygotowanych i zbyt słabo uzbrojonych aby powstrzymać atak. Powodzenie operacji japońskich nie tyle jednak zależało od przewagi liczebnej sił Cesarstwa, ile raczej od szybkości manewrów i operacji, metod zaskoczenia oraz zręczności w użyciu wszystkich trzech rodzajów sił zbrojnych.

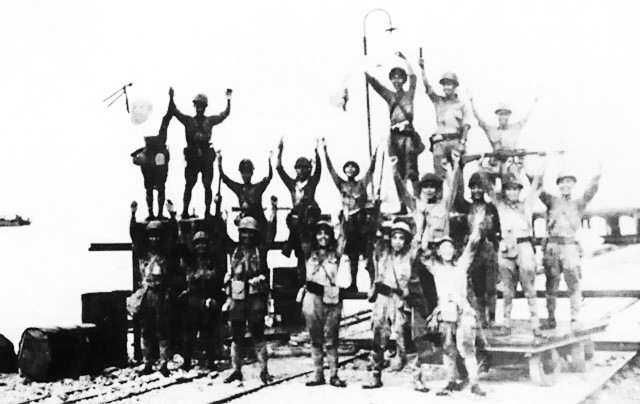
2 Dywizja Japońska wylądowała w Merak, 1 marca 1942 roku

Podstawą działania japońskiego lotnictwa w tym rejonie były lotniska rozsiane na wyspach archipelagów Mariańskiego i Karolińskiego. Do tych baz, Japonia dodała wiele innych, rozciągając obszar kontrolowanej przez siebie przestrzeni powietrznej na południe i wschód. Mając zapewnioną w ten sposób osłonę z powietrza, Japonia transportowała swe wojska przeznaczone do ataków od strony morza na wszystkie wyspy o strategicznym znaczeniu na zachodnim Pacyfiku. Najcenniejszym łupem z nich, były rozrzucone między Azją i Australią oraz panujące nad drogami wodnymi między tymi kontynentami, Holenderskie Indie Wschodnie. Na dodatek, na Borneo, Sumatrze i Jawie znajdowały się bogate zasoby ropy naftowej, kauczuku, cyny, chininy, konopi oraz niewykorzystane złoża żelaza i węgla, bronione jedynie przez skromne tubylcze armie kolonialne, miniaturową flotę oraz niewielką liczbę zakupionych w Stanach Zjednoczonych samolotów.
Japonia zaatakowała Indie Holenderskie natychmiast po założeniu bazy operacyjnej w Davao na wyspie Mindanao na Filipinach (20 grudnia 1941 roku), skąd przez morze w pobliżu Celebesu agresorzy mieli dostęp do wiodącej ku Jawie Cieśniny Makasarskiej między Borneo i Celebes. Z przyległych Malajów, Japończycy zaatakowali same Borneo, odcinając w ten sposób Indie Holenderskie od subkontynentu indyjskiego. Z Truku na Wyspach Karolińskich ruszyli natomiast na Nową Gwineę i Wyspy Salomona, aby zamknąć w ten sposób wszystkie obszary morskie, przez które mogły przechodzić amerykańskie posiłki dla Australii. Odciąwszy w ten sposób Indie Holenderskie, Japończycy skierowali ostrze swego ataku w samo centrum, na Jawę.
Po ciężkich nalotach bombowych, Japończycy dokonali przygotowawczych lądowań na północno-zachodnim wybrzeżu Borneo, w brytyjskim protektoracie Sarawak, unieszkodliwiając bazy okrętów podwodnych i samolotów, które zagrażały japońskim konwojom na Malaje. Japońskie samoloty z baz filipińskich rozpoczęły następnie naloty na holenderskie Borneo i Celebes (10 stycznia 1942 roku), dokąd Japończycy przenieśli swe samoloty dla osłony konwojów przez Cieśninę Makasarską na Morze Jawajskie.
Gdy Japończycy ruszyli na południe przez cieśniny Malakka i Makasarską, celem podboju Holenderskich Indii Wschodnich, amerykański admirał Hart połączył swoje siły z siłami holenderskimi pod dowództwem admirała Karela Doormana, aby powstrzymać operacje japońskie za pomocą połączonych flot amerykańskiej, holenderskiej i australijskiej. Słabsza od sił japońskich flota aliancka, prowadziła działania opóźniające czterokrotnie atakując nieprzyjaciela, mając za osłonę lotniczą jedynie kilka samolotów myśliwskich i bombowych stacjonujących na Jawie. Mimo sojuszniczych ataków, 23 stycznia 1942 roku wojska japońskie wylądowały w Rabaul na Nowej Brytanii, a 29 stycznia na Bougainville w archipelagu Wysp Salomona. Zajęły też nowe pozycje na wybrzeżu Borneo, zdobyły wyspę Amboina na Morzu Banda i 30 stycznia podjęły naloty bombowe na Jawę. Starając się ocalić Sumatrę, admirał Doorman za pomocą czterech holenderskich i amerykańskich krążowników oraz siedmiu niszczycieli podjął próbę ataku na nieprzyjacielską flotę inwazyjną zebraną w Balikpapan, jego eskadra została jednak zaatakowana przed osiągnięciem celu rejsu przez japońskie samoloty bombowe, które uszkodziły amerykańskie krążowniki USS „Houston” i USS „Marblehead”.

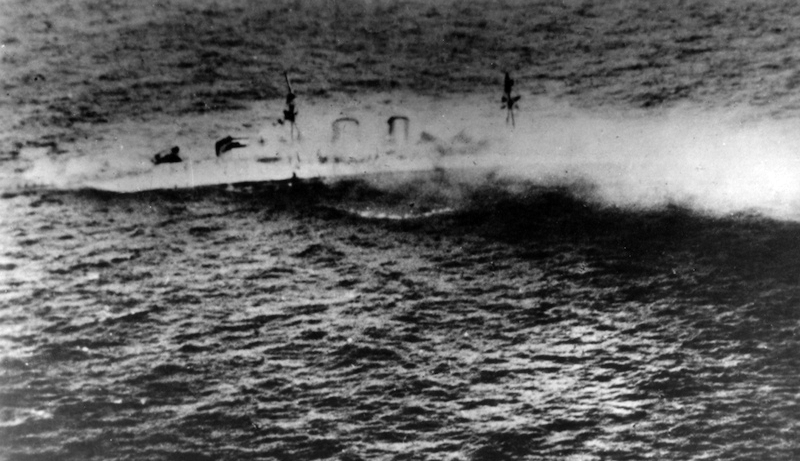
Tonący HMS „Exeter”

W tym czasie Japończycy podeszli do Jawy od południowego wschodu, wylądowali na wyspie Bali i zajęli tamtejsze lotnisko. W nocy z 19 na 20 lutego na skutek ataku przeprowadzonego przez siły admirała Doormana wywiązała się bitwa w cieśninie Badung, w której uszkodzeniu uległy 3 niszczyciele japońskie, przy stracie jednak jednego niszczyciela holenderskiego oraz uszkodzeniu dwóch krążowników alianckich i jednego niszczyciela. 27 lutego 1942 roku doszło do największej bitwy w tym rejonie, w trakcie której torpedy i pociski zatopiły dwa krążowniki holenderskie, dwa brytyjskie i jeden holenderski niszczyciel oraz uszkodziły brytyjski ciężki krążownik HMS „Exeter”. Wycofujące się i rozproszone okręty alianckie zostały następnie w większości kolejno zatopione na Morzu Jawajskim i Cieśninie Sundajskiej.
W czasie gdy na Morzu Jawajskim odbywały się bitwy morskie, japońskie siły lądowe zajęte były zajmowaniem kolejnych terenów. Gdy Holendrzy podpalili szyby naftowe na Borneo, wojska japońskie zajęły Balikpapan, by zabezpieczyć cieśninę Makasańską, i posunęły się na południe przez Cieśninę Malukka na Morze Banda, 1 lutego 1942 roku lądując na Cerem i Amboina. Po zajęciu przez Japończyków lotniska na Bali, Cesarstwo zintensyfikowało codzienne naloty bombowe na kluczowe punkty Jawy. Inne oddziały wylądowały na Timor i 20 lutego odcięły Jawę od Australii. Na północy japońskie oddziały spadochronowe wsparte jednostkami desantu morskiego wtargnęły na południową Sumatrę i na dzień przed upadkiem Singapuru, zajęły bogate pola naftowe w Palembang wypierając Holendrów na Jawę. Kolejnym japońskim krokiem było lądowanie 28 lutego w trzech punktach na północnym wybrzeżu Jawy. Szybko wzmocnione siły japońskie przekroczyły wkrótce liczbę 100 tysięcy żołnierzy. Po poddaniu się 9 marca Jawy, Tokio ogłosiło zakończenie podboju Holenderskich Indii Wschodnich oraz wzięcie do niewoli 98 000 jeńców, w tym ok. 5000 Brytyjczyków, Australijczyków i Amerykanów. Opanowanie Jawy otworzyło przed Japonią drogę do inwazji na Australię. Opanowanie Jawy, atak na Nową Gwineę oraz późniejsze zajęcie Guadalcanal i Tulagi, zaznaczyły szczyt japońskich powodzeń podboju południowo-zachodniego Pacyfiku. Amerykańskie posiłki przybyły jednak w ostatnim momencie, powstrzymały atak japoński na tych obszarach, zabezpieczyły linie dostaw do Australii przez wyspę Bożego Narodzenia, Kanton i wyspy Fidżi dzięki lądowaniu – za zgodą Wolnych Francuzów – na Nowej Kaledonii i Espiritu Santo w Nowych Hebrydach (12 marca 1942 roku). Decydujące jednak walki na Morzu Koralowym, pierwsze zwycięstwo sprzymierzonych w wojnie z Japonią, zatrzymały uderzenie japońskie na Port Moresby i dały generałowi MacArthurowi czas do zorganizowania swych sił celem przejścia do kontrofensywy.

## Ofensywa taktyczna floty amerykańskiej
Mimo ciężkich strat w Pearl Harbor, amerykańska flota Pacyfiku nie była całkowicie unieruchomiona, tym bardziej że proces odtworzeniowy przebiegał szybciej niż początkowo zakładano. W myśl decyzji powziętej 3 stycznia 1942 roku przez prezydenta Roosevelta i premiera Churchilla, aby utrzymać się na Pacyfiku w defensywie aż do chwili pokonania Hitlera w Europie – flota amerykańska przystąpiła do akcji defensywnej przy użyciu wszystkich dostępnych na tym teatrze wojny jednostek. Jakkolwiek wzmacnianie Filipin czy Holenderskich Indii Wschodnich było z konieczności niedostateczne i zbyt spóźnione, by wyspy te ocalić. Stany Zjednoczone dążyły wobec tego do zwolnienia tempa japońskiego natarcia tuż przed decydującą linią obrony, biegnącą od Australii w kierunku północno-wschodnim do Pearl Harbor i dalej na północ do Aleutów. Te wysunięte na Pacyfiku placówki kontynentu amerykańskiego musiały być utrzymane. By wzmocnić tę linię bazami obronnymi, na razie do obrony, a potem do ataku, skierowano do Australii pod osłoną konwoju sporą flotę z zapasami.

### Wypady na wyspy japońskie
Pomimo że flota Stanów Zjednoczonych znajdowała się w stanie strategicznej defensywy, podjęła jednak ofensywę taktyczną, czyniąc wypady na wysunięte placówki japońskie, aby rozproszyć ich siły. Lotniskowce i krążowniki US Navy, zorganizowane w siły ekspedycyjne (task force) na które flota amerykańska podzieliła swe jednostki, czyniły wypady na wyspy obrócone przez nieprzyjaciela w „nieruchome lotniskowce”. Pierwszym z nich było zbombardowanie 31 stycznia 1942 roku Wysp Marshalla i Archipelagu Gilberta przez zespół floty składający się z dwóch lotniskowców, jednego lekkiego i czterech ciężkich krążowników oraz dziesięciu niszczycieli pod dowództwem wiceadmirała Halseya Juniora. Dalsze taktyczne uderzenia amerykańskie dokonywane były przez siły zgrupowane wokół lotniskowców USS „Enterprise”, USS „Yorktown” i USS „Lexington”, które w eskorcie niszczycieli atakowały po kolei zajęte przez Japonię wyspy, jedna z tych formacji pod dowództwem admirała Wilsona Browna, 20 lutego 1942 roku została zaatakowana przez nieprzyjacielskie samoloty zanim zdołała zaskoczyć siły japońskie w Rabaul na Nowej Brytanii. 24 lutego zespół lotniskowca USS „Enterprise” pod dowództwem adm. Halseya przeprowadził uderzenie na wyspy Wake i Marcus. Samoloty z USS „Lexington” i USS „Yorktown” natomiast, pod dowództwem adm. Browne’a, przypuściły atak na nowo założone bazy nieprzyjacielskie w Salamaua i Lae na Nowej Gwinei przelatując od południa nad wysokim łańcuchem Gór Owena Stanleya. Udało się dzięki temu całkowicie zaskoczyć Japończyków i zatopić wiele statków.

#### Nalot na Tokio

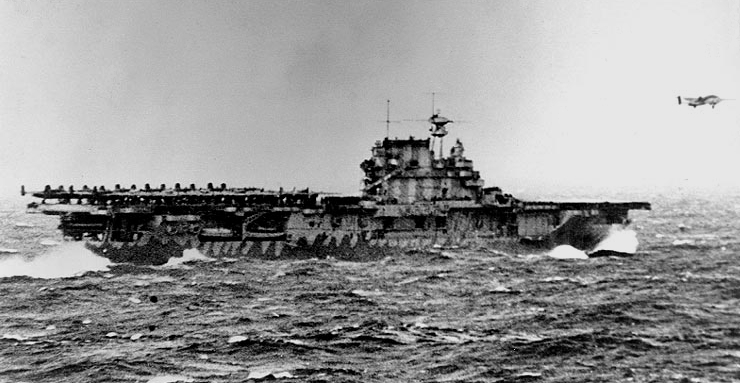
B-25 Mitchell startujące z pokładu USS „Hornet” w rajdzie na Tokio

18 kwietnia 1942 roku, dysponująca dwoma lotniskowcami grupa uderzeniowa floty zbliżyła się na odległość 850 mil morskich (1574 km) od Tokio. Z tej pozycji, 16 średnich samolotów bombowych typu B-25 służących zwykle do taktycznego wsparcia wojsk lądowych, dokonało pierwszego w tej wojnie nalotu na Tokio. Startujące z rozbiegu z lotniskowca USS „Hornet” o długości 266 metrów, nieprzystosowane do operowania z lotniskowców bombowce, doleciały nad Japonię lotem koszącym, aby z wysokości 500 metrów zrzucić na Tokio, Nagoyę, Osakę i Kobe 14,4 tony bomb kruszących i zapalających. Pierwsze w tej wojnie amerykańskie bomby, spadły na doki na południu miasta oraz na inne dzielnice przemysłowe, a także na wielką bazę japońskiej floty w Yokosuce. Po dokonaniu nalotu, bombowce leciały dalej aż do wyczerpania paliwa, dokonując przymusowego lądowania w Chinach, z wyjątkiem jednej maszyny, która wylądowała we Władywostoku na Syberii. Atak jakkolwiek z uwagi na swe niewielkie rozmiary pozbawiony był znaczenia materialnego, miał olbrzymie znaczenie moralne dla amerykańskiego społeczeństwa, po serii bolesnych klęsk zapoczątkowanych japońskim atakiem na Pearl Harbor. Marynarka amerykańska pokazała bowiem, że już na tym etapie wojny jest w stanie dosięgnąć rodzimego terytorium Japonii. Jak się później okazało, stanowił on też przedsmak zmasowanych nalotów jakie dwa lata później zaczęły przeprowadzać ciężkie „Super Fortece”.

### Bitwa na Morzu Koralowym

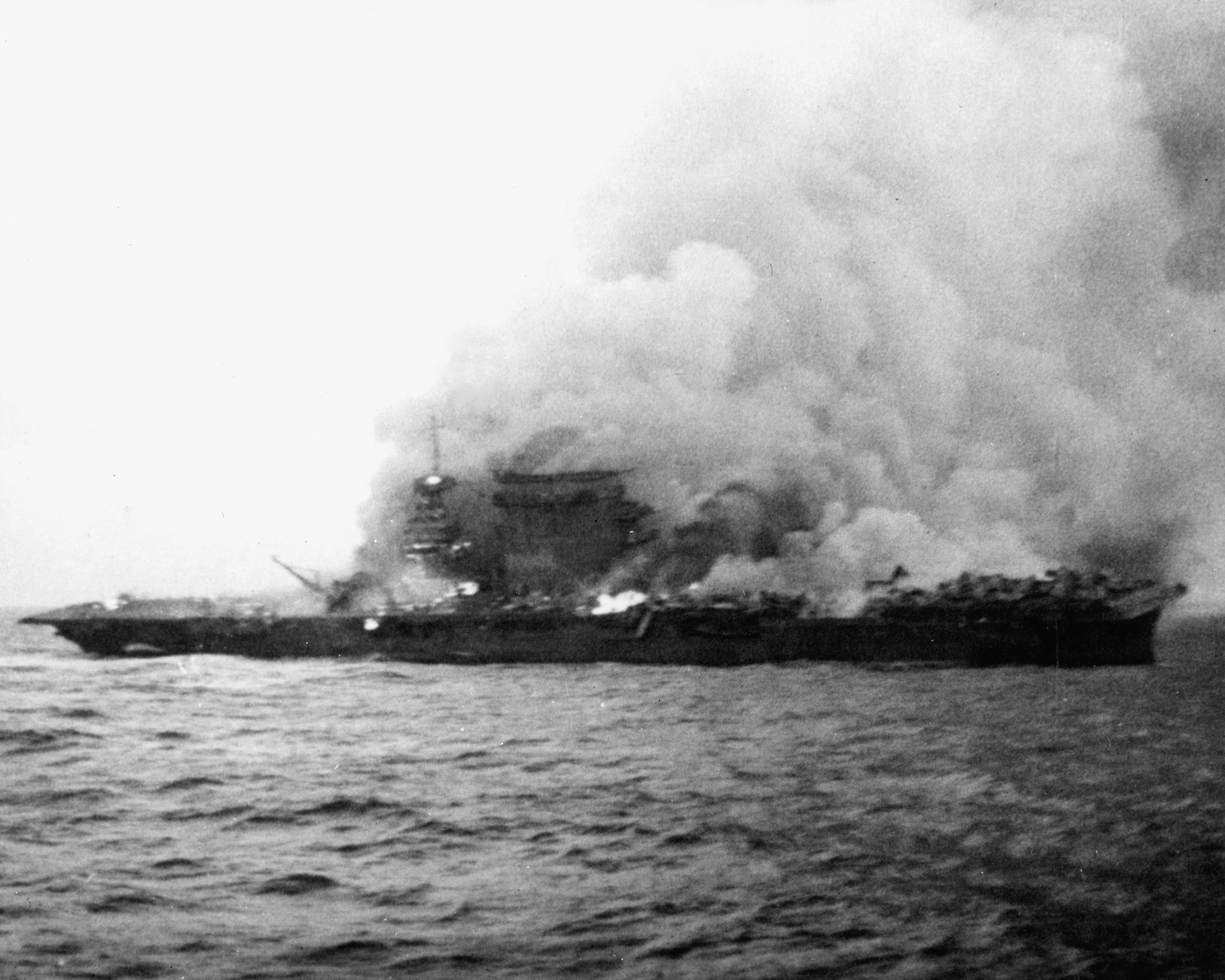
Płonący i opuszczony przez załogę USS „Lexington”

7 i 8 maja 1942 roku na Morzu Koralowym miała miejsce pierwsza z pięciu bitew powietrzno-morskich wojny na Pacyfiku między japońskimi i amerykańskimi lotniskowcami, która według raportu admirała Ernesta Kinga była „pierwszą wielką bitwą w historii wojen morskich, w czasie której okręty nawodne nie wymieniły ani jednego strzału”. Do starcia doszło w momencie, gdy zespół floty dowodzony przez kontradmirała Franka Fletchera osłaniający Australię, wstrzymał parcie japońskie na Nową Gwineę, Nową Brytanię i Wyspy Salomona.
Japończycy zajęli wyspę Florida w archipelagu Salomona, gdzie na początku walki samoloty z lotniskowca USS „Yorktown” zatopiły lub uszkodziły szereg statków japońskich zakotwiczonych u brzegów Tulagi (4 maja 1942 roku), po czym siły adm. Fletchera połączyły się z okrętami amerykańskimi i australijskimi pod dowództwem kontradmirała Fitcha. W skład połączonych sił wchodziły lotniskowce USS „Yorktown” i USS „Lexington”, osiem krążowników oraz siedemnaście niszczycieli. Okręty te podzielone były na dwie grupy; jedna zgrupowana była na wypadek ewentualnej japońskiej inwazji na Port Moresby od strony morza, druga natomiast skierowała się na północ, w celu przeszkodzenia koncentracji jednostek nieprzyjacielskich. 7 maja na Morzu Koralowym samoloty amerykańskie wytropiły i zatopiły japoński lotniskowiec „Shōhō”, następnego zaś dnia rano, uszkodziły drugi lotniskowiec japoński. Japońskie samoloty pokładowe przypuściły natomiast kontratak na oba amerykańskie lotniskowce, w wyniku którego USS „Lexington” został uszkodzony tak mocno, że musiał zostać ostatecznie zatopiony przez własne niszczyciele.
Mimo utraty lotniskowca o wyporności 33 000 ton, jednego z czterech operujących na Pacyfiku, US Navy odniosła zwycięstwo o znaczeniu operacyjnym. Amerykańskie straty w liczbie 55 samolotów i 543 ludzi, były znacznie mniejsze od strat japońskich, przede wszystkim zaś zniweczono usiłowania Japończyków – zmierzających do odcięcia australijskiej linii dostaw – i zmuszono ich do wycofania swych sił morskich na północ.

### Papua – Nowa Gwinea Australijska

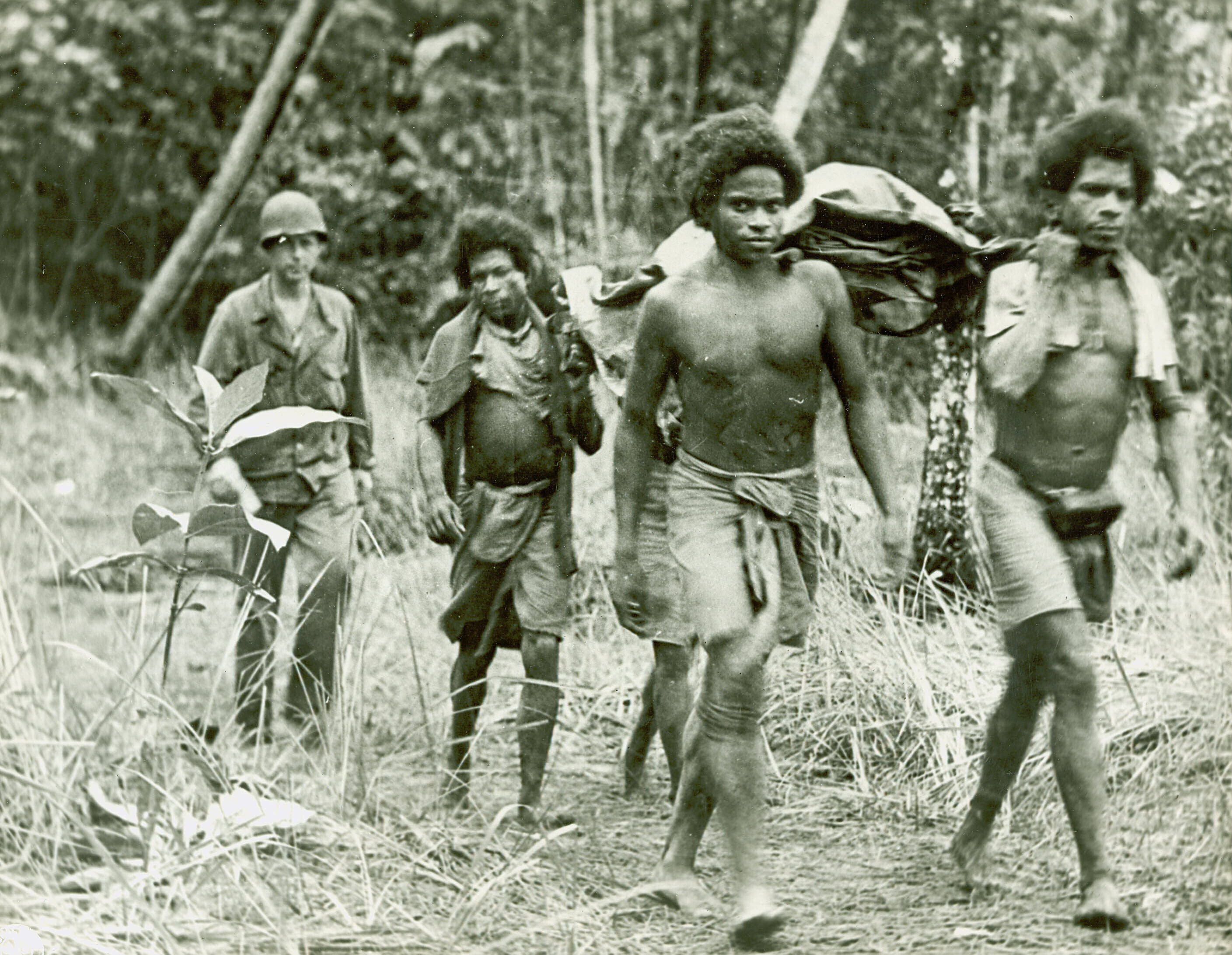
Ewakuacja ciała poległego

Mimo uniemożliwienia im opanowania Port Moresby od strony morza, Japończycy postanowili dokonać tego poprzez wysadzenie desantu na północnym wybrzeżu Nowej Gwinei i dotarcie do celu drogą lądową poprzez wioskę Kokoda w paśmie gór Owena Stanleya. Stało się to możliwe po opanowaniu przez Japończyków Rabaulu 23 stycznia 1942 roku. Zgodnie z planami sztabowców japońskich, Rabaul stał się wysuniętą bazą, z której kierowano operacjami na Nowej Gwinei w okresie od lipca 1942 do stycznia 1943, w tym kampanią na szlaku Kokoda, a także działaniami w rejonie Buna-Gona.
Naczelnym dowódcą w obszarze południowo-zachodniego Pacyfiku był generał Douglas MacArthur. Działał on w oparciu o bazy w Melbourne, Brisbane i Manili. Ze strony japońskiej odpowiedzialność za kampanie zarówno na Nowej Gwinei, jak i na Wyspach Salomona, wzięła na siebie 8 Armia pod dowództwem generała Hitoshiego Imamury. Jego główną bazą operacyjną był Rabaul. Podlegająca mu 18 Armia japońska, pod dowództwem generała Hatazō Adachiego, odpowiadała za działania na samej Nowej Gwinei.
Siły japońskie utworzyły przyczółek w rejonie Buna–Gona w nocy z 21 na 22 lipca 1942 roku, zanim sprzymierzeni zdołali się tam umocnić, i ruszyły przez góry Owena Stanleya ku stolicy Terytorium Papui. Nastąpiła długa i krwawa kampania, podczas której broniące szlaku wojska australijskie początkowo cofały się przed przeważającymi siłami wroga, a następnie przeszły – wraz z Amerykanami – do przeciwuderzenia, zmierzając do usunięcia napastników. Kampania ta kosztowała Aliantów 3000 zabitych i 5500 rannych. Ostatecznie jednak przyczółek został zlikwidowany, powstały nowe lotnisko w Dobodurze i port w zatoce Oro, tak więc siły sprzymierzonych mogły – pod koniec stycznia 1943 – przystąpić do akcji zaczepnej przeciw innemu przyczółkowi japońskiemu w rejonie Lae.

## Znaczenie przewagi gospodarczej
Gospodarka amerykańska, która dopiero od 1940 roku zaczęła stopniowo zwiększać produkcję wojenną, w 1942 roku zaczęła dościgać gospodarki państw nieprzyjacielskich, które miały za sobą już 10 lat intensywnych zbrojeń. 6 stycznia 1942 prezydent Roosevelt przedstawił Kongresowi projekt poświęcenia połowy amerykańskiej produkcji na cele związane z prowadzeniem wojny. Dotychczas Stany Zjednoczone wydawały na swoją obronę jedynie 15% dochodu narodowego, podczas gdy jednoczesne prowadzenie wojny na obszarze euro-atlantyckim oraz na Pacyfiku wymagało poświęcenia na jej cele przynajmniej połowy dochodu narodowego. Prezydent postawił bardzo wysokie cele produkcji wojskowej: w 1942 roku 60 000 samolotów, 125 000 w roku 1943, 45 000 czołgów w roku 1942 i 75 000 w następnym – podczas gdy jeszcze przed wojną, Stany Zjednoczone nie produkowały czołgów wcale.

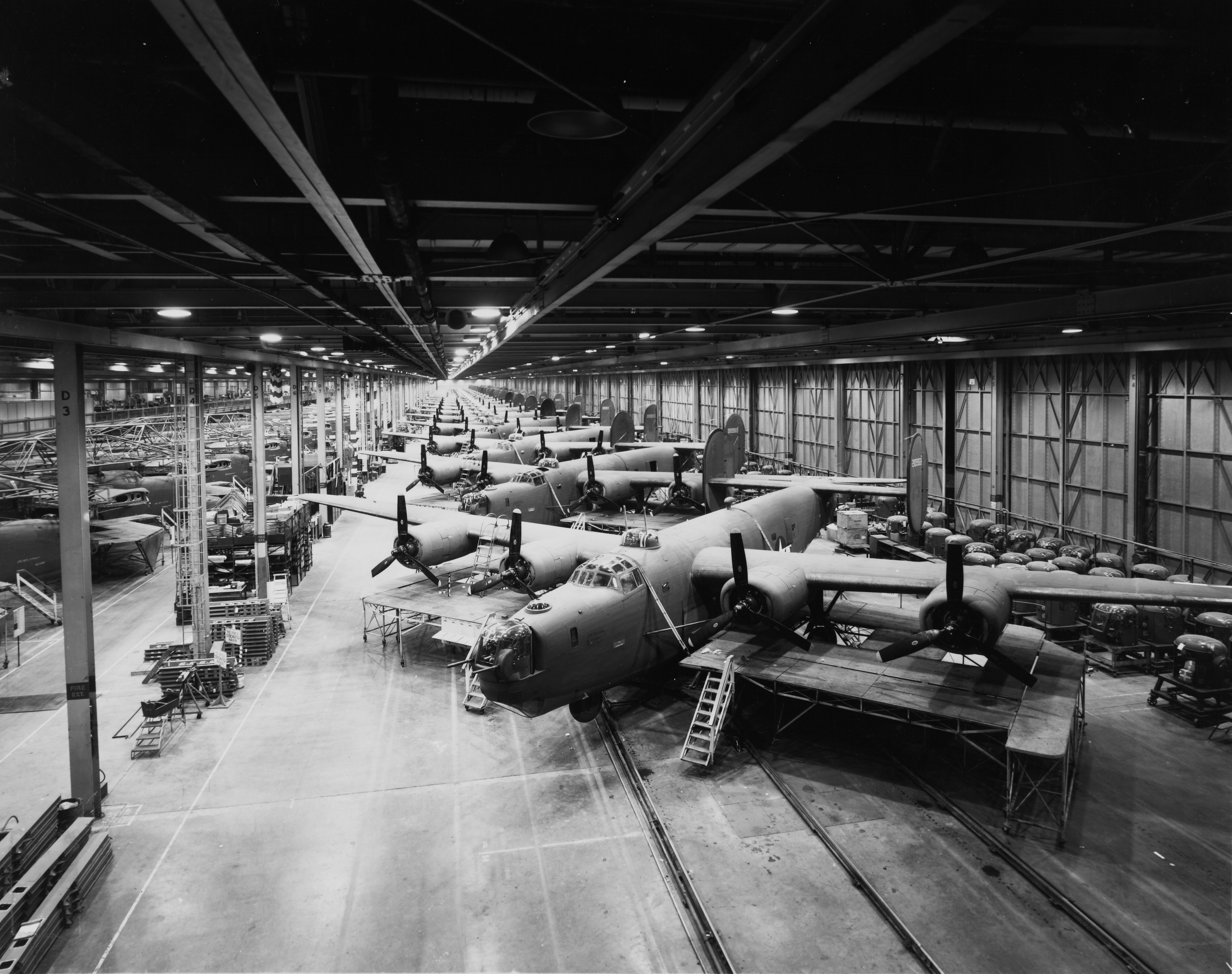
Produkcja B-24 Liberator w specjalnie uruchomionych na potrzeby produkcji wojennej zakładach Forda, Willow Run

Wiosną 1942 roku, cały przemysł samochodowy przestawił się na produkcję czołgów, samolotów i amunicji – produkcja samochodów cywilnych została całkowicie wstrzymana, a maszyny w fabrykach zostały przystosowane do nowego rodzaju wytwórczości. Przewidując możliwość japońskiego podboju Malajów i Indii Holenderskich, które były amerykańskim źródłem dostaw kauczuku, 1 stycznia 1942 roku zabroniono sprzedaży opon samochodowych na rynku cywilnym, a siły zbrojne otrzymały pierwszeństwo w użyciu zapasów wynoszących 600 000 ton, tzn. mniej niż normalne zużycie roczne.
Z funduszy federalnych wyasygnowano ok. 15 mld dolarów na budowę różnego rodzaju zakładów przemysłowych. Stanowiło to pokaźny wkład rządu w przemysł amerykański. Zyski koncernów ograniczone zostały podwyższonymi podatkami oraz zwiększeniem kosztów produkcji do takiego stopnia, że w 1942 roku dochody tysiąca największych koncernów, które wzrosły do 7,5 mld dolarów, stanowiły jedynie 5% wartości sprzedaży, a 10% wartości netto. Od czerwca 1940 roku do końca roku 1943, Stany Zjednoczone wydały na cele wojenne 153 miliardy ówczesnych dolarów, a zatem pięciokrotnie więcej niż wynosił ogólny amerykański koszt I wojny światowej.
Produkcja wojenna wzrastała w bardzo szybkim tempie. W 1942 roku amerykańskie stocznie wodowały po jednym statku dziennie, w 1943 już dwa, a krótko potem – trzy dziennie. W 1943 roku zwodowano statki handlowe o łącznym tonażu 10 milionów ton oraz okręty wojenne o łącznym tonażu 2,5 mln ton. W 1943 roku, Stany Zjednoczone i Imperium Brytyjskie produkowały łącznie 14 samolotów na godzinę, 336 na dobę, łącznie 127 000 maszyn. Z takim poziomem produkcji sprzętu wojennego nie mogły się mierzyć gospodarki państw Osi, i musiało to znaleźć odbicie na polach walki – także na dalekowschodnim i pacyficznym teatrze wojny.
Japonia nie była w stanie odtwarzać niemożliwych do uniknięcia strat wojennych w takim tempie jak państwa sprzymierzone, co w połączeniu z jeszcze trudniejszymi do uzupełnienia stratami w wyszkolonym personelu wojskowym, w dłuższym okresie skazywało ją na militarną klęskę. Cały ten wysiłek gospodarczy Stanów Zjednoczonych finansowany był przez zwiększenie wewnętrznego długu publicznego, który wzrósł z 40 miliardów dolarów przed wojną do 200 mld dolarów w roku 1944.

## Wojna podwodna

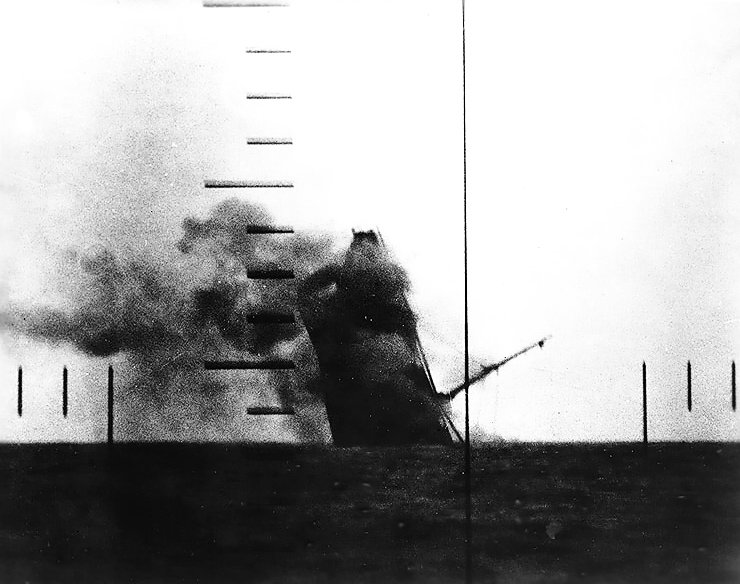
Japoński transportowiec „Nittsu Maru” zatopiony torpedami okrętu podwodnego USS „Wahoo” 21 marca 1943 r. na Morzu Żółtym

Krótko po japońskim ataku na bazy amerykańskiej floty i lotnictwa w Pearl Harbor, Chief of Naval Operations wysłał do wszystkich jednostek amerykańskiej floty rozkaz o treści: „Execute unrestricted air and submarine warfare against Japan” (rozpocząć nieograniczoną wojnę powietrzną i podwodną przeciwko Japonii). Z powodu problemów technicznych z torpedami jednak, amerykańskie okręty podwodne aż do 1943 roku nie odgrywały większej roli w działaniach wojennych. Kluczowe bitwy amerykańskiej wojny defensywnej zostały rozstrzygnięte dzięki siłom nawodnym i lotnictwu.
Przed wybuchem wojny japońscy ekonomiści przewidywali, że Japonia potrzebuje 5,9 miliona ton zaopatrzenia rocznie niezbędnego dla funkcjonowania gospodarki i siły militarnej imperium, co w chwili wybuchu wojny określono jako 6,4 miliona ton. Jednocześnie Japończycy nie dostrzegali potrzeby atakowania statków handlowych przeciwnika i ochrony własnych. Ich niszczyciele były znakomicie przygotowane do walk z przeciwnikiem w nocy, nie miały natomiast sonarów i radarów dla ochrony własnych konwojów. Co więcej – Japończycy nie doceniali zagrożenia, jakie dla ich własnej marynarki niesie aliancka ofensywa podwodna, co w latach 1943 i 1944 doprowadziło do niewyobrażalnych strat. W miarę jednak dramatycznego wzrostu strat japońskich w roku 1943, dowództwo japońskie zaczęło organizować transport morski w konwoje – zwykle liczące jednorazowo nie więcej niż kilka statków w eskorcie kilku lekkich jednostek nawodnych. Flota japońska zintensyfikowała także działania przeciwpodwodne, zwiększyła wagę stosowanych bomb głębinowych i maksymalną głębokość możliwego ataku za ich pomocą, stale ulepszała też jakość japońskiego odpowiednika asdicu. W odpowiedzi, mimo niechętnego początkowo stanowiska dowódcy floty podwodnej Floty Pacyfiku admirała Charlesa Lockwooda, amerykańska flota podwodna wprowadziła do użycia taktykę grup skoordynowanego ataku, będących odmianą niemieckich wilczych stad. Jej założeniem było rozproszenie działań jednostek japońskiej eskorty konwojów, które nie mogły odtąd skupiać się na obronie przed jedynie jednym atakującym okrętem podwodnym. W odróżnieniu jednak od niemieckich wilczych stad, amerykańskie grupy skoordynowanego ataku nie były kierowane centralnie z lądu, lecz przez koordynatora na pokładzie jednego z kilku (z reguły nie więcej niż trzech) okrętów podwodnych.
7 grudnia 1941 roku Stany Zjednoczone dysponowały 111 okrętami podwodnymi kilku typów. Marynarka amerykańska ustępowała więc w tym zakresie nie tylko flocie japońskiej, lecz także najsilniejszej pod tym względem na świecie flocie radzieckiej. W trakcie zmagań wojennych wybudowano jednak dalsze 203 okręty typów Gato, Balao i Tench.

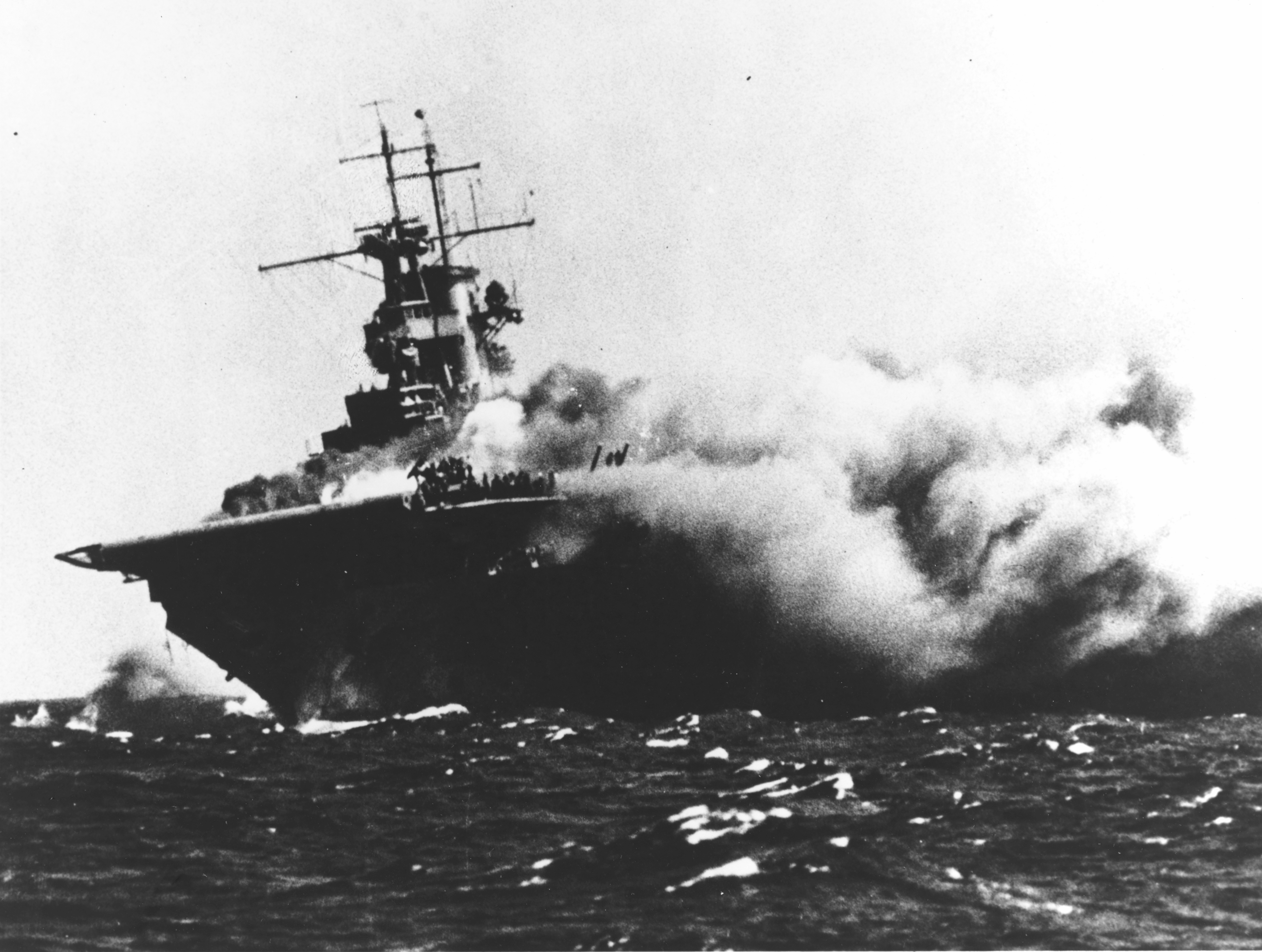
Storpedowany przez I-19 USS „Wasp” (CV-7)

Amerykańskie okręty podwodne zatopiły 1178 japońskich statków oraz 214 okrętów tego kraju o łącznym tonażu 5,3 miliona ton, w tym pancernik, cztery duże lotniskowce (łącznie z „Shinano” – największym lotniskowcem świata aż do czasu powojennych amerykańskich „superlotniskowców”), cztery lotniskowce eskortowe, dwanaście krążowników, czterdzieści dwa niszczyciele oraz dwadzieścia trzy okręty podwodne. Stanowiło to 55% całkowitego japońskiego tonażu statków oraz 29% okrętów, co biorąc pod uwagę kłopoty techniczne z działaniem amerykańskich torped przez pierwsze dwa lata wojny oraz fakt że załogi amerykańskich okrętów podwodnych stanowiły 1,6% całkowitego stanu osobowego amerykańskiej marynarki wojennej, świadczy o olbrzymim sukcesie amerykańskiej floty podwodnej w wojnie na Pacyfiku. Według niektórych poglądów, z uwagi na niemal całkowite odcięcie Japonii – w latach 1944–1945 – od dostaw niezbędnych surowców, w efekcie czego Japonia została doprowadzona na skraj śmierci głodowej, działalność amerykańskich okrętów podwodnych była decydującym czynnikiem klęski Japonii w wojnie. Sukces ten, amerykańska flota przypłaciła utratą 52 okrętów podwodnych i utratą życia przez 3505 członków ich załóg (co stanowiło największy odsetek poległych ze wszystkich rodzajów amerykańskich sił zbrojnych), jednakże odcięcie przez okręty podwodne dostaw zaopatrzenia dla wysp japońskich załamało japońską gospodarkę wojenną i uniemożliwiło temu krajowi dalsze prowadzenie zorganizowanej wojny.
Japońskie dowództwo postrzegało okręty podwodne jako istotny element przyjętej przez siebie ogólnej strategii „yogeki zengen sakusen” (wyniszczenia w zasadzkach), zmierzającej do osłabienia postępującej amerykańskiej floty nawodnej, do poziomu który umożliwi flocie cesarstwa pokonanie jej w jednej rozstrzygającej bitwie, podobnie jak miało to miejsce czterdzieści lat wcześniej pod Cuszimą. Strategia ta jednak zawiodła. Wprawdzie pojedyncze japońskie okręty podwodne odniosły spektakularne sukcesy, przykładowo I-19 salwą czterech torped zatopił pod Guadalcanal lotniskowiec USS „Wasp” (CV-7) oraz ciężko uszkodził niszczyciel „O’Brien” (DD-415) (który później zatonął na skutek tych uszkodzeń) i pancernik „North Carolina” (BB-55), jednak większość operacji japońskich okrętów podwodnych przeciwko amerykańskiej flocie nawodnej była bezproduktywna. W efekcie, w trakcie całej japońsko-amerykańskiej wojny na Pacyfiku, japońskie okręty podwodne zatopiły jedynie 184 amerykańskie statki i około 20 okrętów wojennych.

## Wojna kryptologiczna
Podczas wojny japońsko-amerykańskiej na Pacyfiku, niebagatelne znaczenie odegrały działania polegające na łamaniu kodów, przechwytywaniu i rozszyfrowywaniu zakodowanych wiadomości radiowych przeciwnika. Przewidując nieuchronny wybuch wojny z Japonią, marynarka amerykańska już od początku lat 30. wysyłała do ambasady amerykańskiej w Tokio swoich oficerów, których jedynym zadaniem była nauka języka japońskiego i zaznajomienie się z japońską kulturą. Umiejętności i wiedzę tego rodzaju uważano bowiem za niezbędne w przyszłej wojnie kryptologicznej. W roku 1940, częściowo wbrew stanowisku amerykańskich służb specjalnych, Tom Dyer założył na Hawajach komórkę poświęcającą się próbom złamania kodów używanych przez japońską marynarkę. Komórka ta uzyskała nazwę HYPO i obok komórek Negat w Waszyngtonie oraz Cast w Cavite na Filipinach, stanowiła główny ośrodek amerykańskiej Ultry. Komórka Dyera pracowała początkowo nad złamaniem japońskiego „czarnego kodu”, a po jego zastąpieniu przez „Japoński Kod Oficerski” podjęła prace nad tym ostatnim. Kod ten okazał się zbyt trudny do złamania, był bowiem wykorzystywany jedynie w wyjątkowych przypadkach do komunikacji najwyższego szczebla, toteż pracujący nad nim kryptolodzy nie dysponowali wystarczającą liczbą zaszyfrowanych tym kodem wiadomości jako materiałem do prowadzenia prac. Dzięki pracy swoich kryptologów, po trzech miesiącach prac, zespół młodszych kryptologów Hypo złamał jednak kod JN-25, używany przez japońską flotę do codziennej komunikacji z okrętami. Zdołał też opracować pełną książkę tego kodu. Dzięki temu sukcesowi, przez większość wojny Hypo była w stanie rozszyfrowywać kilkadziesiąt procent japońskiej korespondencji wojennej, w tym ustalić datę japońskiego ataku na Midway, łącznie z dokładnym składem japońskiego zespołu uderzeniowego, kontrolować czas i trasę poruszania się głównych jednostek japońskiej floty, okrętów podwodnych, statków transportowych i japońskich konwojów. Za pośrednictwem różnych szczebli dowództw amerykańskiej floty, informacje te były następnie przekazywane jednostkom floty amerykańskiej, w celu przechwycenia japońskich okrętów, bądź też wykorzystywane do planowania operacji strategicznych najwyższego dowództwa Floty Pacyfiku.

## Bitwa pod Midway

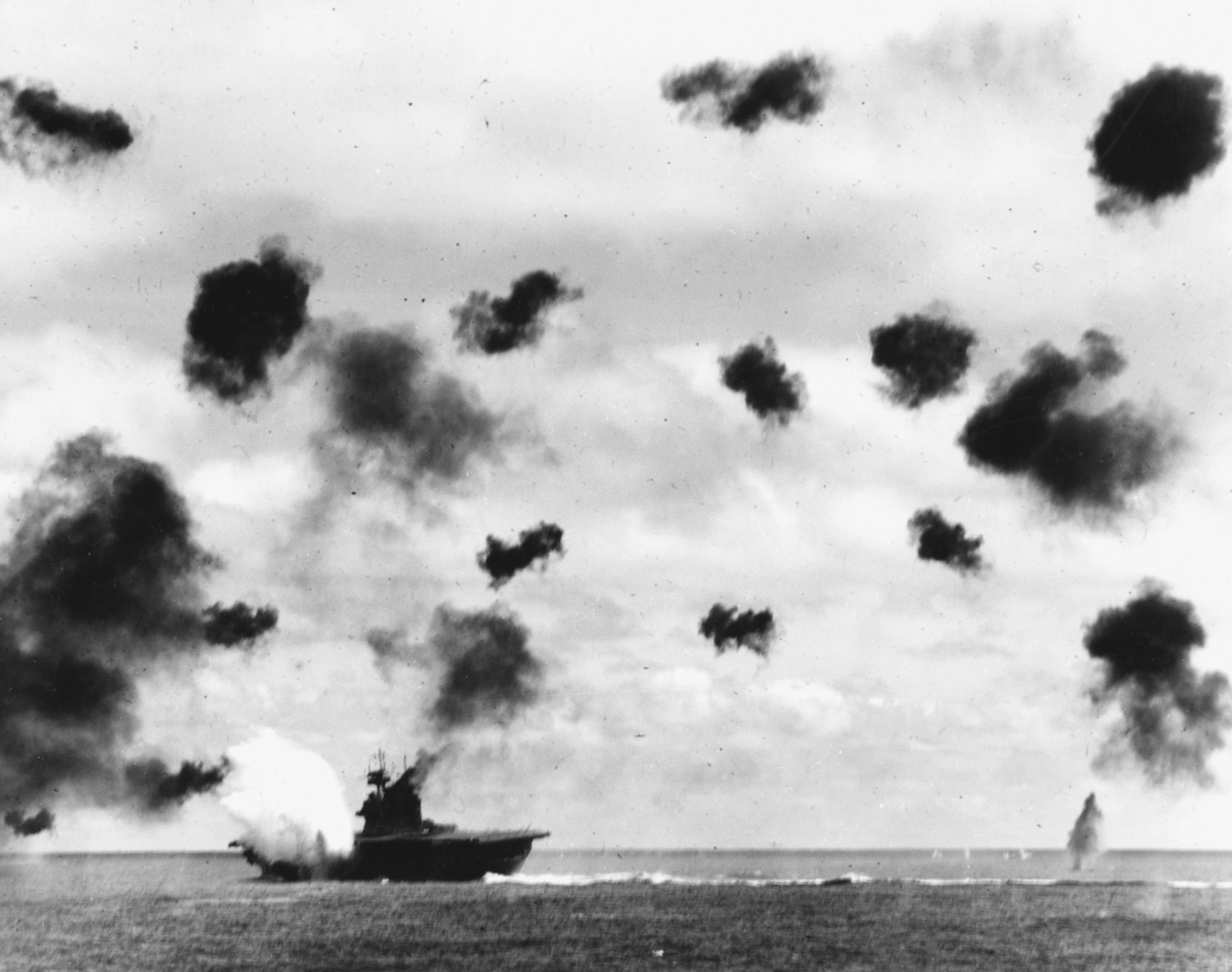
USS „Yorktown” trafiony torpedą lotniczą. Widoczne wybuchy pocisków przeciwlotniczych

Po zajęciu przez siły japońskie wysp Guam i Wake, strategicznego znaczenia na Pacyfiku nabrał Atol Midway. Te dwie niewielkie wysepki otoczone pierścieniem raf stanowiły bowiem najdalej wysunięty bastion amerykańskiej obrony przed odległymi o 1500 mil Hawajami. Po odparciu przez garnizon Midway pierwszego japońskiego ataku w grudniu 1941 roku, Tokio skierowało do zajęcia atolu znaczne siły, których trzon stanowiły cztery lotniskowce („Akagi”, „Kaga”, „Hiryū” i „Sōryū”) oraz dwa pancerniki („Haruna” i „Kirishima”). 4–5 czerwca w 1942 roku, w trakcie tej kolejnej japońskiej próby opanowania Midway doszło do starcia floty japońskiej z siłami amerykańskimi, skupionymi wokół trzech lotniskowców USS „Enterprise”, USS „Hornet” i USS „Yorktown”.
W początkowym okresie bitwy Amerykanie popełnili wiele błędów, polegających na atakowaniu przeciwnika przez wolne, nisko lecące samoloty torpedowe, które nie osiągnęły trafień, a same zostały zniszczone (przeżył tylko jeden pilot), ale faza końcowa – atak bombowców nurkujących Douglas SBD Dauntless – przyniosła zdecydowany sukces w postaci zatopienia w ciągu zaledwie pięciu minut trzech największych lotniskowców japońskich przy stracie jednego amerykańskiego. Kilka godzin zaś później, zatopiony został ostatni z japońskich okrętów lotniczych „Hiryū”. Straty amerykańskie były – wobec przyjętego od samego początku wojny systemu szkolenia – do szybkiego odrobienia, straty japońskie natomiast, zwłaszcza wobec śmierci wyszkolonych i doświadczonych pilotów, nie.
Wbrew popularnemu poglądowi, bitwa pod Midway nie była momentem przełomowym w wojnie, tym była raczej krwawa sześciomiesięczna kampania na Wyspach Salomona, wyrównała jednak siły obu stron i umożliwiła amerykańskie planowania działań ofensywnych na większą skalę na Pacyfiku. W tym sensie, była jednym z kluczowych epizodów wojny na Pacyfiku.

## Kampania na Wyspach Salomona

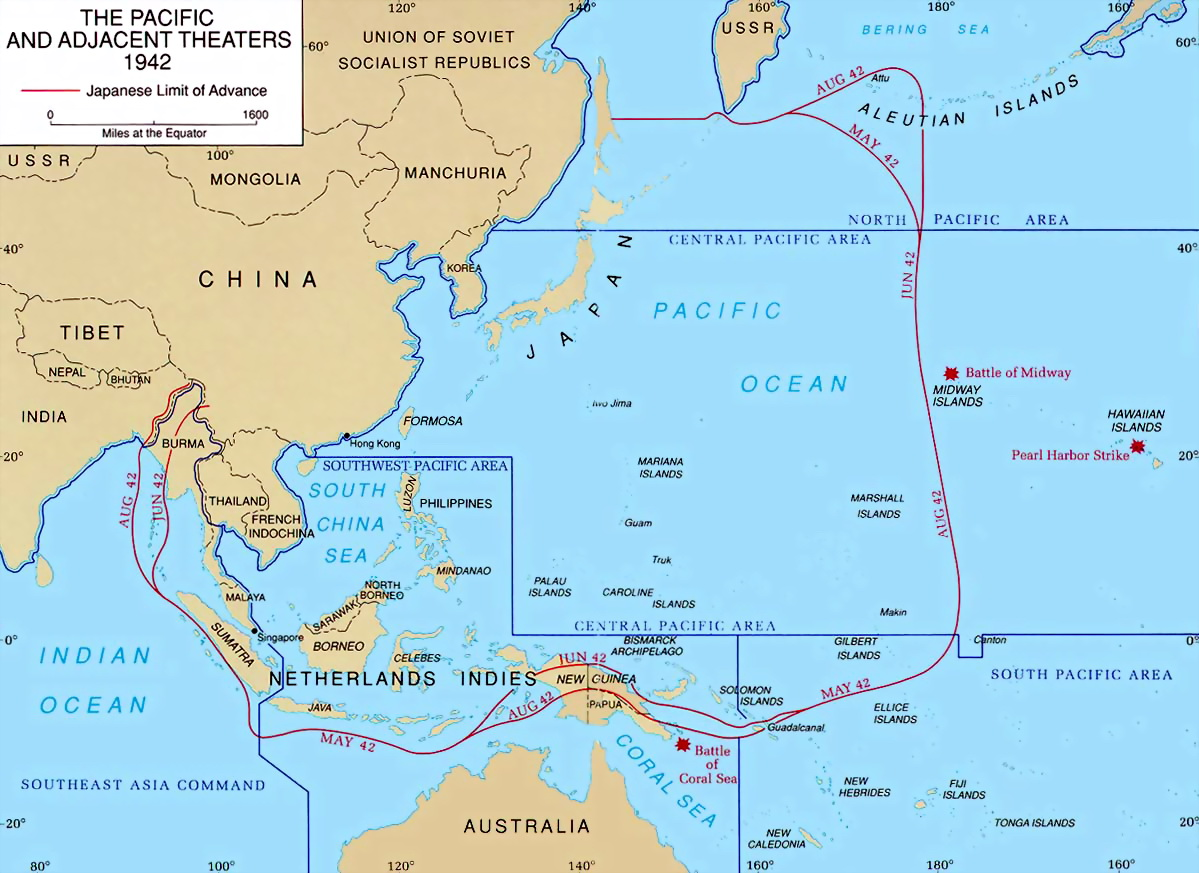
Sytuacja na Pacyfiku w 1942 roku

Uderzenie amerykańskie w rejonie Wysp Salomona było dobrze zaplanowane i przeprowadzone; chodziło zarówno o przerwanie pasma japońskich sukcesów i powstrzymanie marszu Japonii w kierunku południowo-wschodnim (gdzie trwały właśnie walki obronne na Nowej Gwinei), jak i o rozpoczęcie kontrmarszu sił amerykańskich w serce opanowanego przez Japończyków obszaru środkowego Pacyfiku. Planiści amerykańscy zdawali sobie sprawę, że uderzenie frontalne (w oparciu o Hawaje i Midway) na zachód nie przyniesie wymiernych sukcesów, poza – być może – odebraniem wyspy Wake.
By móc opanować zagarnięte przez Japonię terytoria, należało zacząć od jakiegoś spektakularnego zwycięstwa, przy czym od początku przyjęto zasadę taktyki „żabich skoków” (ang. leapfrogging lub island hopping), czyli zdobywania kolejnych punktów oporu uznanych za istotne nie dla stanu posiadania, a dla umożliwienia kolejnego skoku, przy jednoczesnej eliminacji (za pomocą rozbudowywanych wokół celu baz lotniczych) poszczególnych – nawet bardzo ważnych, ale trudnych do opanowania frontalnym atakiem – ośrodków oporu. Dlatego w lecie 1942 za pierwszy i najważniejszy cel uznano Guadalcanal – wyspę w archipelagu Wysp Salomona, na której Japończycy budowali lotnisko które umożliwiało siłom japońskim utrudnienie, a po przewidywanym zdobyciu Fidżi, także odcięcie Australii od dostaw zaopatrzenia ze Stanów Zjednoczonych.

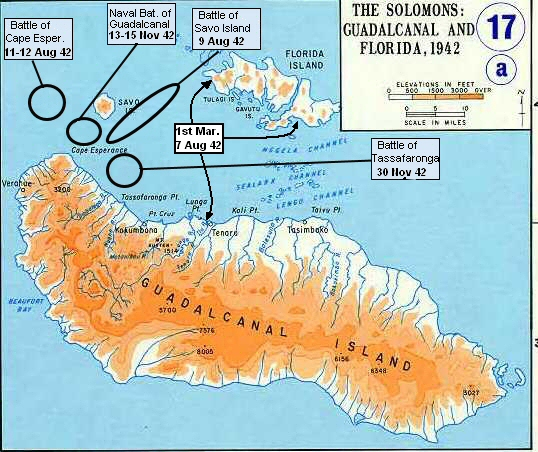
Kampania morska wokół Guadalcanalu od sierpnia do grudnia 1942 roku. Wszystkie bitwy morskie zostały stoczone na wodach między wyspami Guadalcanal i Nggela (Florida Island) z wyspą Savo między nimi. Będące punktem ciężkości walk lotnisko Henderson Field, znajdowało się tuż przy zaznaczonym na mapie miejscu lądowania 1. Dywizji Marines na Guadalcanal 7 sierpnia 1942 roku.

Była to pierwsza kampania amerykańska w wojnie z Japonią, której celem było opanowanie i zabezpieczenie strategicznie ważnego lotniska na północno-wschodnim brzegu Guadalcanalu. Japońskie dowództwo wojskowe zlekceważyło początkowo desant morski amerykańskiej 1. dywizji piechoty morskiej, uważając amerykańską operację za niewielki wypad, i zakładając łatwe odbicie lotniska przez japońską 17. Armię. Kampania przerodziła się jednak w długotrwałe wykrwawiające walki na wyspie Guadalcanal, na morzu i w powietrzu. Będące punktem ciężkości tej kampanii lotnisko Hendersona stało się najważniejszą bazą lotniczą w tym regionie, a po kilku miesiącach podstawą rajdów bombowych przeciwko wielkiej bazie japońskiej w Rabaulu. Choroby tropikalne, na jakie zapadali w czasie kampanii żołnierze, zmusiły do wprowadzenia szczepień ochronnych i zaopatrzenia szpitali polowych w środki do zwalczania wielu, nieznanych często do tej pory, schorzeń. W krótkim czasie po zajęciu pobliskich Wysp Russella zbudowano tam wielką bazę ze szpitalami i sanatoriami dla rekonwalescentów, co zmniejszyło, w sposób znaczący, śmiertelność wśród walczących w obszarze Wysp Salomona żołnierzy. Doświadczenia zdobyte podczas walk na Guadalcanalu zostały w przyszłości wykorzystane przez sztabowców amerykańskich przy planowaniu dalszych operacji desantowych na Pacyfiku.
|                    | Alianci            | Alianci | Japonia | Japonia |
|                    |                    | Tonaż   |         | Tonaż   |
| ------------------ | ------------------ | ------- | ------- | ------- |
| Pancerniki         | 0                  |         | 2       | 73 200  |
| Ciężkie krążowniki | 6                  | 76 600  | 3       | 31 500  |
| Krążowniki lekkie  | 2                  | 16 800  | 1       | 5700    |
| Niszczyciele       | 14                 | 22 815  | 11      | 20 930  |
| Okręty podwodne    | 0                  |         | 6       | 11 300  |
| Lotniskowce        | 2                  | 44 600  | 1       | 12 700  |
| Ogółem             | 24                 | 160 815 | 24      | 155 330 |
| Straty osobowe     |                    |         |         |         |
| US Navy            | US Navy            | 5 041   |         |         |
| US Marines / armia | US Marines / armia | 1 592   | armia   | 28 000. |

1. ↑  W tym 14 700 zabitych i zaginionych w akcji, 9000 zmarłych z głodu
i chorób, 4300 straconych w transporcie morskim

Półroczna kampania na Salomonach była jednak krwawą kampanią powietrzno-morsko-lądową, z szeregiem bitew morskich z których największe to bitwa pod Savo, bitwa koło wschodnich Wysp Salomona, bitwa koło przylądka Ésperance, bitwa pod Santa Cruz, pierwsza i druga bitwa pod Guadalcanalem, a także bitwa pod Tassafarongą. W bitwach tych obie strony poniosły bardzo duże straty w ludziach i okrętach, zwłaszcza jednak bitwy koło wschodnich Wysp Salomona i pod Santa Cruz, złamały kręgosłup japońskiego lotnictwa pokładowego, rozpoczynając spiralę jego upadku. Z powodu liczby zatopionych w czasie całej kampanii okrętów, po 24 jednostki morskie każdej ze stron, cieśnina między wyspami Guadalcanal, Savo oraz Nggela, uzyskała nieformalną nazwę Ironbottom Sound (cieśnina żelaznego dna). W rejonie tym znajdował się także obszar zwany w amerykańskich kręgach wojskowych, a następnie literaturze, tzw. Torpedo Junction – na którym z rozkazu admirała Isoroku Yamamoto miały prowadzić zintensyfikowane działania japońskie okręty podwodne, których łupem padł między innymi amerykański lotniskowiec USS „Wasp” (CV-7), a także po raz kolejny już storpedowany został lotniskowiec USS „Saratoga” (CV-3).
| 8/9 sierpnia 1942       | Bitwa pod Savo                      |
| 24–25 sierpnia 1942     | Bitwa koło wschodnich Wysp Salomona |
| 11–12 października 1942 | Bitwa koło przylądka Ésperance      |
| 26 października 1942    | Bitwa pod Santa Cruz                |
| 12/13 listopada 1942    | I bitwa pod Guadalcanalem           |
| 14/15 listopada 1942    | II bitwa pod Guadalcanalem          |
| 30 listopada 1942       | Bitwa pod Tassafarongą              |
| 29–30 stycznia 1943     | Bitwa pod Rennell                   |

Obok „Waspa”, w walkach morskich i powietrznych wokół Gudalcanalu, marynarka amerykańska utraciła m.in. zatopiony pod Santa Cruz lotniskowiec USS „Hornet” (CV-8), w kilku bitwach kampanii natomiast zatopionych zostało m.in. 6 ciężkich krążowników i 14 niszczycieli US Navy, marynarka japońska zaś straciła pancerniki „Hiei” i „Kirishima”, trzy ciężkie krążowniki, lotniskowiec „Ryūjō” i 11 niszczycieli. Kilkakrotnie ciężkie uszkodzenia odniósł też amerykański lotniskowiec USS „Enterprise” (CV-6), który jednak po szybkich naprawach ponownie kierowany był na Salomony.
Po zabezpieczeniu panowania nad Guadalcanalem dowódcy amerykańscy opracowali plan strategiczny mający – w ramach operacji Cartwheel – doprowadzić do oczyszczenia z wojsk japońskich Nowej Gwinei i okolicznych archipelagów, poszerzyć stan posiadania na Wyspach Salomona tak, by systemem lotnisk otoczyć i zdobyć bądź zneutralizować japońską bazę lotniczo-morską w Rabaulu. Wśród działań jakie podjęto i przeprowadzono były: bitwa o Vella Lavella, bitwa o przylądek Gloucester i wiele innych. Nieustanne bombardowania Rabaulu uczyniły tę bazę niezdolną do jakichkolwiek działań aż do końca wojny.
Plan powiódł się w całej rozciągłości (mimo ponoszonych strat, szczególnie w czasie bitew morskich) i doprowadził do tego, że wszystkie punkty dalszego planu dało się zrealizować. Walki w rejonie Wysp Salomona dowiodły, że militarny potencjał amerykański jest wielokrotnie większy od japońskiego, a tym samym zwycięstwo – choć jeszcze bardzo odległe – spoczywa tylko w jednym ręku. W trakcie kampanii, śmierć poniósł m.in. adm. Isoroku Yamamoto, uznawany za najzdolniejszego dowódcę japońskiego, autor wszystkich dotychczasowych sukcesów marynarki japońskiej. Samolot, w którym leciał admirał, został przechwycony i zestrzelony 18 kwietnia 1943 r. nad Bougainville przez wysłaną specjalnie w tym celu grupę myśliwców P-38. Cała akcja mogła zostać przeprowadzona dzięki przechwyceniu i odkodowaniu przez HYPO – komórkę amerykańskiego wywiadu radioelektronicznego na Hawajach – marszruty admirała w drodze na Salomony. Najważniejszym jednak osiągnięciem było odepchnięcie Japonii od szlaków żeglugowych wiodących z Ameryki do Nowej Zelandii i Australii – jak się okazało – na zawsze.

## Strategiczna ofensywa amerykańska

### Środkowy Pacyfik

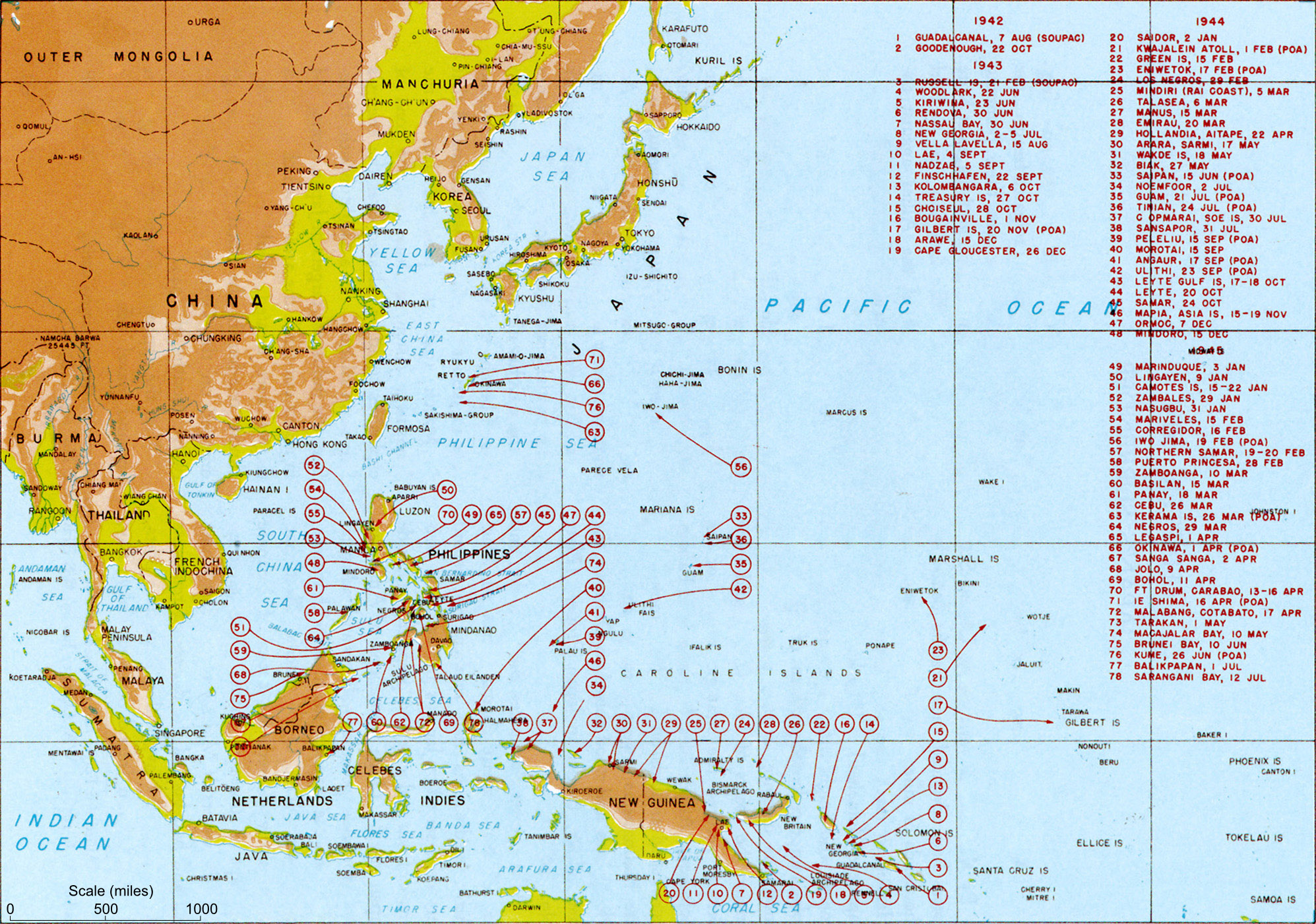
Wojna na Pacyfiku – miejsca desantów amerykańskich

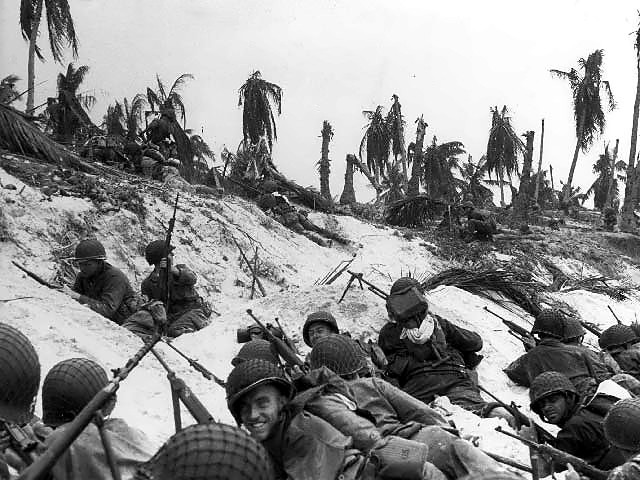
Marines na plażach Eniwetok

Po opanowaniu Wysp Salomona i zneutralizowaniu sił japońskich w tym rejonie Marynarka Stanów Zjednoczonych przystąpiła do realizacji bardziej ambitnego planu, jakim było opanowanie środkowego Pacyfiku, a w szczególności Wysp Gilberta i Marshalla, celem zbliżenia się do Filipin – nieodzownego do opanowania terytorium na drodze ku Wyspom Japońskim. W tym celu zaatakowano i zdobyto kilka strategicznie ważnych atoli, jak Tarawa, Kwajalein i Eniwetok, gdzie od razu przystąpiono do budowy lotnisk.
Ciężkie walki, w jakie wdali się tutaj Amerykanie, dowiodły ponownie, że Japonia została ostatecznie zepchnięta do defensywy, ale – jednocześnie – że żołnierz japoński będzie bronił każdego skrawka lądu z wyjątkową determinacją i pogardą śmierci. To oznaczało dodatkowe – i niemałe – nakłady kosztów, zwiększające się wraz z rosnącym zaangażowaniem marynarki, lotnictwa i armii w Afryce, rejonie śródziemnomorskim, a w końcu – wraz z lądowaniem w Normandii – w Europie.
Konsekwentne trzymanie się zasady taktyki skokowej doprowadziło w stosunkowo krótkim czasie do opanowania kilkunastu ważnych wysp i atoli, gdzie wojska inżynieryjne niemal natychmiast przystępowały do budowy lotnisk i portów zdolnych do przyjęcia samolotów i coraz potężniejszej Floty Pacyfiku. Na jesieni 1944 roku Stany Zjednoczone panowały już nad całym środkowym Pacyfikiem, a do zdobycia zostały jeszcze tylko „podstawy wyjściowe” do ataku na dwa główne ośrodki oporu – Filipiny na zachodzie oraz Indie Holenderskie i Birma na południu. Ten drugi teatr wojenny – choć nie mniej ważny dla Amerykanów ze względu na Chiny – został po części odstąpiony siłom brytyjskim.
Główni dowódcy amerykańscy w regionie środkowego Pacyfiku – generał Douglas MacArthur i admirał Chester Nimitz – nie mogli zgodzić się co do strategii działań w chwili, gdy bombowce amerykańskie docierały już nad Wyspy Japońskie, a do opanowania zostały – z najważniejszych celów – jeszcze tylko Formoza, Filipiny i ewentualnie – przed inwazją w Japonii – Chiny kontynentalne. MacArthur, który, opuszczając w lutym 1942 Filipiny, wypowiedział pamiętne słowa „Ja wrócę!” (ang. „I shall return!”) uważał, że powinien dotrzymać przyrzeczenia i uderzać najpierw na Filipiny, potem Okinawę i Tajwan, a następnie dokonać wielkiego desantu w Chinach. Nimitz był zwolennikiem prostszego planu – pominąć Filipiny, zająć Tajwan i Okinawę, a na koniec wysadzić desant na Kiusiu. By pogodzić zwaśnionych dowódców, prezydent Franklin Delano Roosevelt udał się w ostatnich dniach lipca 1944 roku do Honolulu, by spotkać się z nimi i wysłuchać argumentów za i przeciw. Po skonfrontowaniu obu planów prezydent wybrał drogę MacArthura (jednak z pominięciem Tajwanu i Chin), a wraz z nią lądowanie w archipelagu Palau.

### W Azji Południowo-Wschodniej

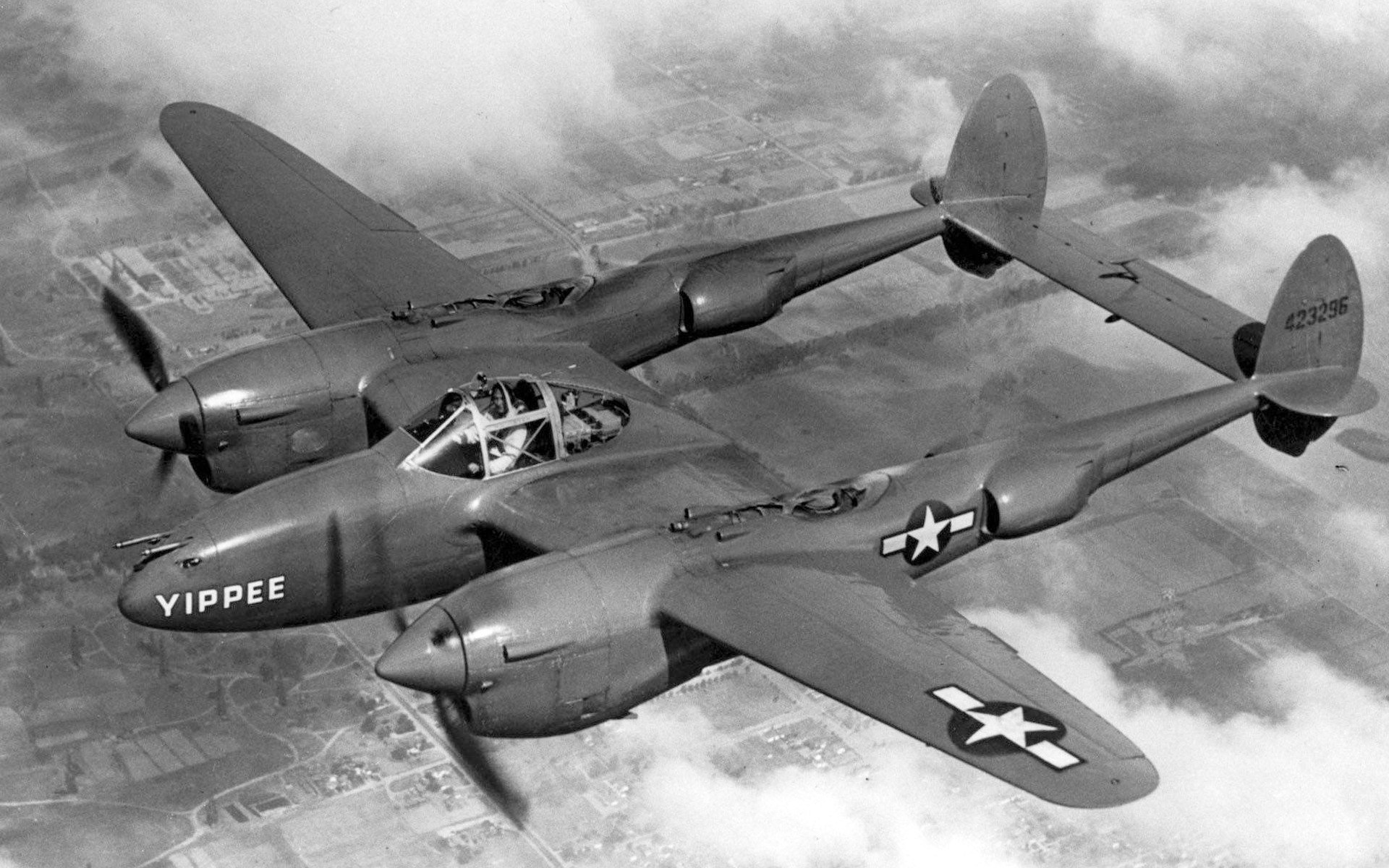
P-38 Lightning – szybki i ciężko uzbrojony myśliwiec USAF, który mimo trudnych właściwości pilotażowych ze względu na ogromny zasięg, odegrał dużą rolę na pacyficznym teatrze wojennym

W Indochinach i w Birmie Japończycy zaangażowali znaczne siły lądowe, które miały doprowadzić do zdobycia i utrzymania bogatych pól naftowych oraz do przecięcia Drogi Birmańskiej dostarczającej z Indii zaopatrzenie wojskom chińskim Czang Kaj-szeka broniącym wnętrza Kraju Środka przed postępami armii cesarskich. Zadania aliantów z kolei sprowadzały się w pierwszej kolejności do zabezpieczenia terytorium Indii i zbudowania nowej, bezpiecznej drogi do Chin, a następnie odepchnięcia armii japońskiej w stronę Rangunu.
Częściowe postępy udało się Amerykanom i Brytyjczykom osiągnąć w 1943 roku, kiedy to ustało zagrożenie przecięcia dostaw do Chin i niedopuszczenia do zajęcia całej, przylegającej do Birmy, prowincji Asam. Dopiero jednak w roku 1944, przy zastosowaniu taktyki walk partyzanckich i wydatnej pomocy miejscowej ludności, udało się zepchnąć siły japońskie na południowy wschód. Nowo sformowana XIV Armia pod dowództwem brytyjskiego generała (a wkrótce marszałka) Williama Slima dowiodła, że Japończycy nie są niepokonani. Dwie ofensywy japońskie w lutym i marcu 1944 zostały powstrzymane na podejściach do przełęczy Asam tuż przed granicą z Chinami.

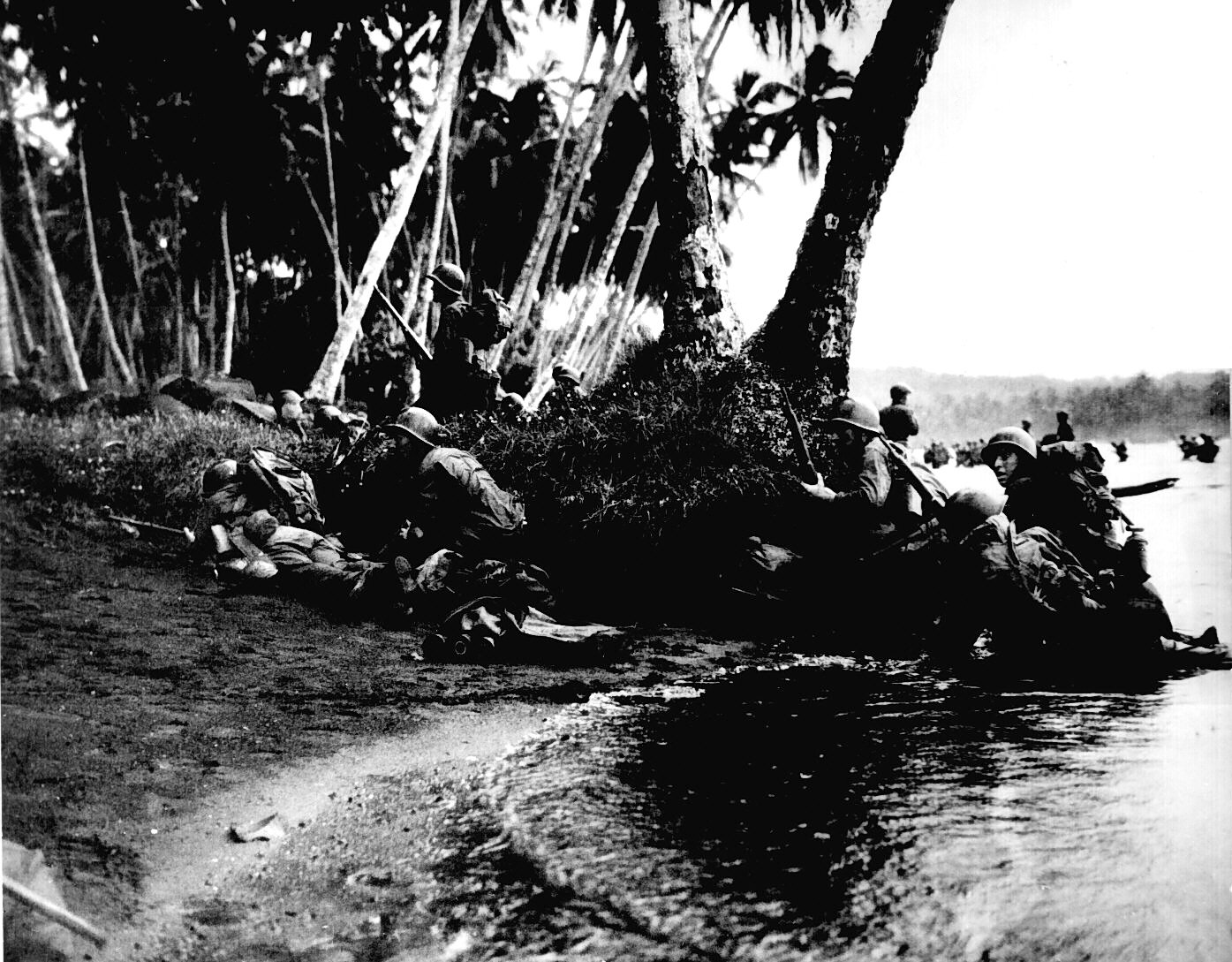
Lądowanie marines na Wyspie Rendova (30 czerwca 1943 roku)

Jednocześnie jednak Japończycy zamknęli w okrążeniu około 60 000 brytyjskich i hinduskich wojsk w kotłach pod Imphal i Kohima, dokąd całe zaopatrzenie musiano dostarczać drogą powietrzną. Nowy dowódca sił alianckich w Azji Południowo-Wschodniej adm. Louis Mountbatten poprosił o wsparcie generała Joego Stilwella, szefa amerykańskiej misji w Chinach, która utrzymywała most powietrzny ponad „Garbem”. Wsparcie (w postaci 20 samolotów transportowych) nie było wystarczające, ale Japończyków pokonały pora monsunowa i głód. W końcu czerwca 1944 roku oblężenie Imphal oraz Kohimy zostało zdjęte, a Brytyjczycy ruszyli w pościg. Spośród 88 tysięcy Japończyków, którzy rok wcześniej przekroczyli Irawadi celem zaatakowania Asamu, 53 tysiące poległo. Straty alianckie w tej kampanii wyniosły 16 700 zabitych, rannych i zaginionych. W końcu grudnia 1944 roku wojska brytyjskie były już tylko 100 kilometrów od pól naftowych w Mandalaj.
W początkach roku 1945 z północy ruszyły amerykańsko-chińskie dywizje o łącznej sile 140 000 ludzi, a z południa, desantami z morza, brytyjskie. Alianckie lotnictwo panowało w powietrzu, ale Japończycy bronili się twardo, mimo że odczuwali braki w każdej dziedzinie. W rezultacie opanowanie pól naftowych i przekroczenie Irawadi kosztowały wojska alianckie ponad 10 tysięcy zabitych, rannych i zaginionych. W kwietniu 1945 roku prawie cała Birma znajdowała się już w alianckich rękach. 27 kwietnia pilot samolotu brytyjskiego nad Rangunem dostrzegł, że na dachu więzienia wymalowano białą farbą napis, że Japończycy odeszli. Następnego dnia wojska alianckie wkroczyły do miasta.
Akt bezwarunkowej kapitulacji wszystkich wojsk japońskich w Azji Południowo-Wschodniej podpisali generał Takazo Numata i admirał Kalgye Chudo 12 września 1945 w Singapurze.

### Desant na Filipinach i bitwa na Morzu Filipińskim

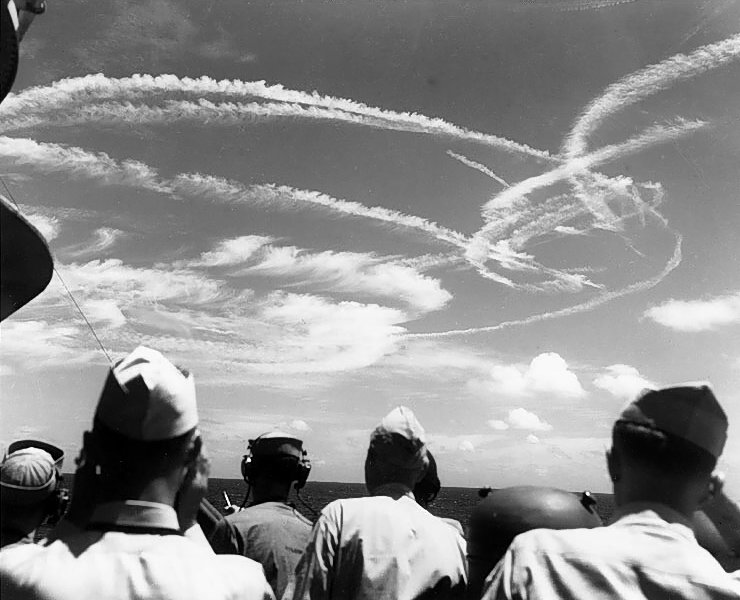
Smugi kondensacyjne po przelocie amerykańskich myśliwców przechwytujących japońskie samoloty uderzeniowe podczas bitwy na Morzu Filipińskim (1944 r.)

Punkt kulminacyjny „wojny lotniskowców” miał miejsce podczas bitwy na Morzu Filipińskim. Celem armady, składającej się z 535 okrętów i 128 tys. ludzi, była teraz wyspa Saipan leżąca w archipelagu Wysp Mariańskich (uderzenie nastąpiło 15 czerwca 1944 r.), z której mogły operować bombowce B-29 w swoich lotach nad Japonią.
Dla Japonii jedynym sposobem obrony Saipanu było zniszczenie floty amerykańskiej osłaniającej lądowanie (liczyła ona 15 lotniskowców, 956 samolotów, 28 pancerników i krążowników oraz 69 niszczycieli). Japończycy, aby stawić czoło inwazji, wysłali siły stanowiące 90% stanu wszystkich japońskich okrętów (była to jedynie połowa tego, czym dysponowali Amerykanie). W skład cesarskiej floty wchodziło 9 lotniskowców, 473 samoloty, 18 pancerników i krążowników i 28 niszczycieli. Piloci japońscy walczyli z determinacją, ale byli znacznie gorzej wyszkoleni i wyposażeni od swych przeciwników. Japońska flota miała pozostawać poza zasięgiem amerykańskich samolotów, podczas gdy jej własne maszyny miały uderzyć na przeciwnika.
Po zniszczeniu większej części japońskich lotniskowców gen. MacArthur mógł dotrzymać danego Filipińczykom przyrzeczenia. Po kilku poprzedzających lądowaniach na pobliskich wyspach zachodniego Pacyfiku (Saipan, Tinian, Guam) nastąpiła wielka inwazja wojsk amerykańskich na Filipinach, bronionych przez doborowe jednostki 14. armii japońskiej w sile ponad 150 000 żołnierzy. Sztab amerykański – celem rozerwania sił japońskich na dwie części (północną na Luzonie i południową na Mindanao) – wybrał jako miejsce pierwszego lądowania niezbyt dużą wyspę Leyte położoną u południowo-zachodniego wybrzeża wyspy Samar.

#### Bitwa o Peleliu
W czasie, gdy MacArthur przegrupowywał swe siły lądowe, siły adm. Halseya opuściły 6 października 1944 r. kotwicowisko w atolu Ulithi i udały się na północ, atakując z zaskoczenia flotę i lotniska na wyspach Riukiu pomiędzy Formozą a Japonią. Plonem tej akcji było zatopienie 75 jednostek nawodnych i zniszczenie wielu samolotów. Wracając ku Filipinom, flota Halseya zbombardowała lotniska na Luzonie i Formozie. Ta i następna akcja przyniosły zniszczenie na lotniskach 123 i zestrzelenie w powietrzu 193 samolotów japońskich przy stracie 43 maszyn własnych. Teraz, dla otwarcia drogi ku Filipinom, pozostawało jeszcze zdobycie lub unieszkodliwienie baz japońskich w archipelagu wysp Palau. Dokonano tego, lądując na Peleliu we wrześniu 1944 r., przy czym – jak się później okazało – krwawa operacja nie była konieczna dla osiągnięcia zwycięstwa na Filipinach.

#### Przed głównym uderzeniem

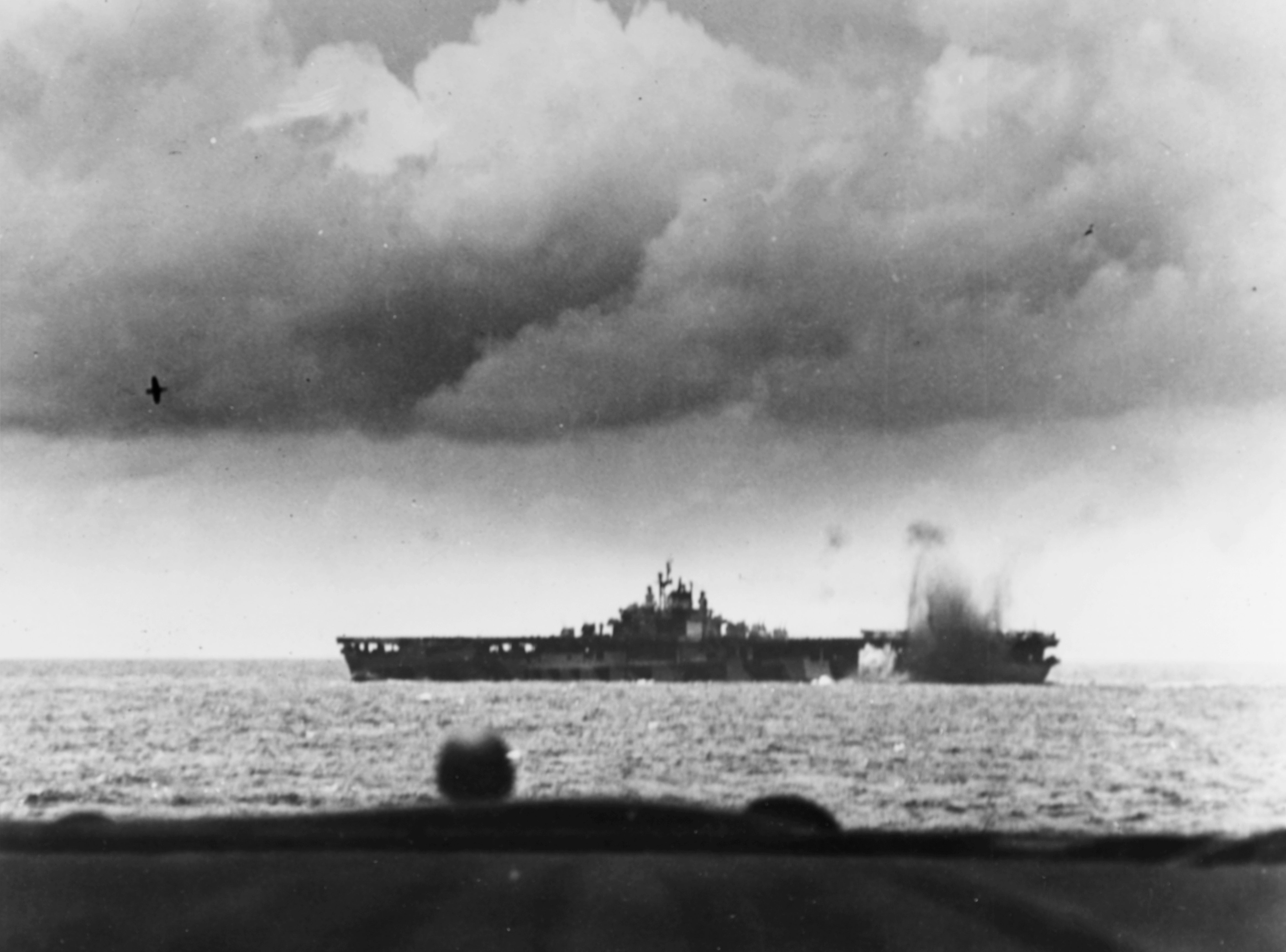
USS „Bunker Hill” bombardowany przez japońskie bombowce nurkujące

Następnym celem była wyspa Yap, ale została ominięta i flota inwazyjna skierowała się (po zniszczeniu blisko 700 samolotów japońskich na Formozie) ku Leyte, gdzie 20 października przeprowadzono operację desantową, której Japończycy próbowali przeszkadzać na wiele sposobów. 23–25 października stoczono poczwórną bitwę lotniczo-morską o Leyte, będącą prawdopodobnie największą bitwą morską w historii, przegraną przez Japończyków. Od 24 października Japończycy wprowadzili do akcji też samobójcze jednostki lotnicze kamikaze. Wysiłki japońskie nie zdały się jednak na wiele. Tylko w listopadzie siły japońskie na Filipinach straciły ponad 700 samolotów oraz statków i okrętów o łącznym tonażu około 135 tys. ton. Ostatecznie operacja na Leyte zakończyła się 26 grudnia 1944 r. Kolejnemu lądowaniu (na Mindoro) raz jeszcze próbowała przeszkodzić flota japońska, ale był to już jej ostatni wysiłek w rejonie Filipin, bowiem brakowało jej zarówno paliwa, amunicji, jak i samolotów niezbędnych dla osłony okrętów.
Najważniejszą operacją desantową na Filipinach było lądowanie na Luzonie. To głównie z powodu tej wyspy i położonej na niej stolicy Manila, MacArthur walczył z admirałem Nimitzem o możliwość wyzwolenia Filipin. Najpierw wysadzono desant w zatoce Lingayen, a następnie zaatakowano Zatokę Manilską. 16 lutego wylądował desant powietrzno-morski, który do 20 lutego opanował Corregidor. Niemal równolegle z wyspą przejęto półwysep Baatan. Następnie z kilku kierunków Amerykanie zaatakowali i oswobodzili Manilę. MacArthur spełnił swą obietnicę złożoną Filipińczykom 14 lutego 1942 roku. Wrócił jednak nie do Manili, ale do ruin, za co przez wiele lat dręczyły go wyrzuty sumienia.
W operacji przejęcia Luzonu brała udział armia licząca 300 000 ludzi. Walki na wyspie trwały od stycznia do końca czerwca. Lądowanie na Mindanao przeprowadzono 10 marca 1945, a walki trwały do końca kwietnia. Jednocześnie wysadzano desanty na dalszych wyspach archipelagu. Zdobycie archipelagów Gilberta, Marshalla, Marianów, Karolinów i Filipin otworzyło drogę do wewnętrznego pasa obrony Wysp Japońskich.

## Ostatnie uderzenia

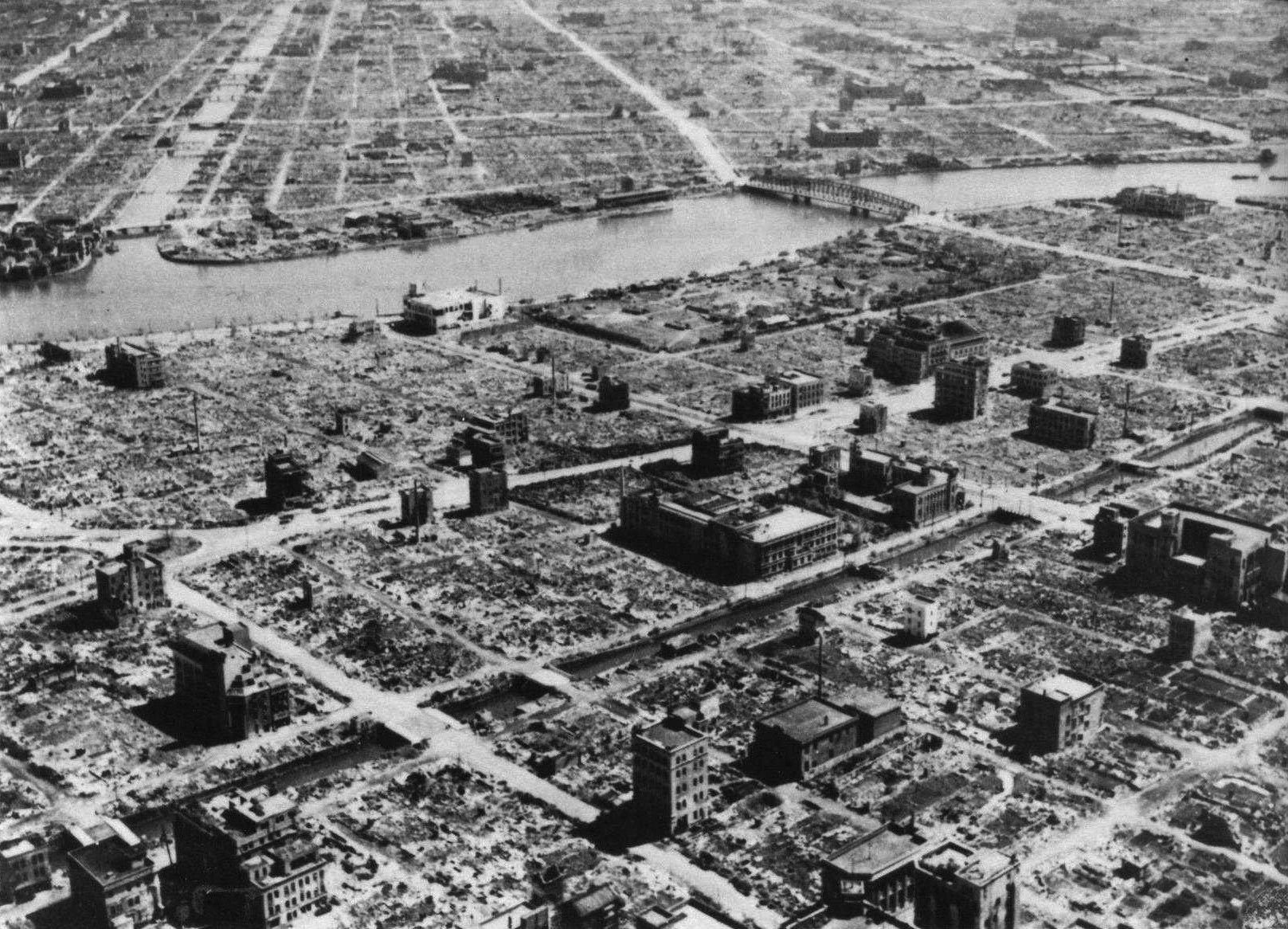
Spalona drewniana zabudowa Tokio po nalocie dywanowym

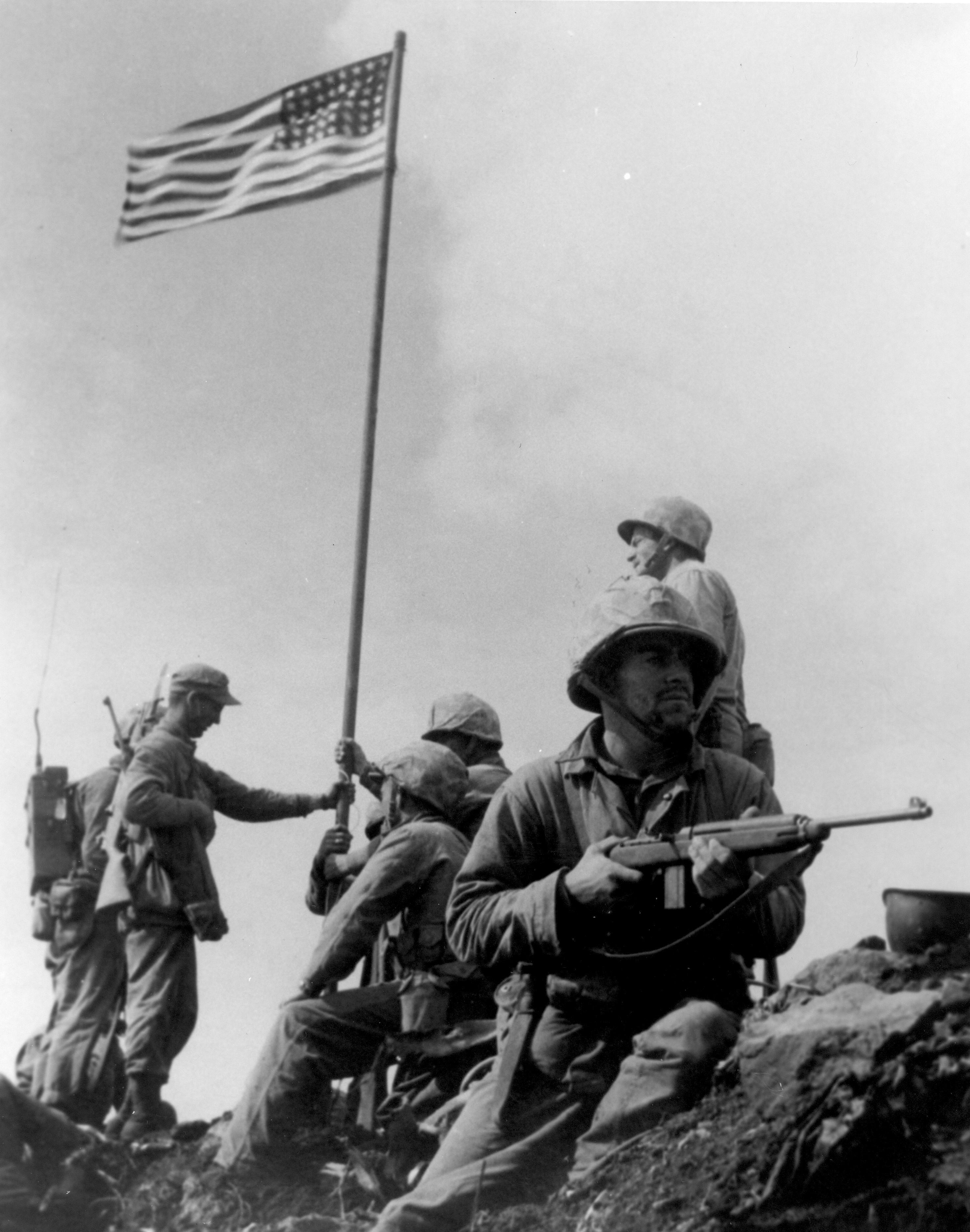
Pierwsza – historycznie – flaga zatknięta na szczycie Suribachi

Po zajęciu Filipin Amerykanie mieli przed sobą już tylko wewnętrzny pas obronny Japonii na wyspach Riukiu, Volcano, Bonin i Idzu. Pas ten należało przerwać, bowiem lotniska na wyspach Guam, Saipan i Tinian były oddalone od Japonii o około 1500 mil, co bardzo ograniczało przygotowywaną ofensywę bombową i minową, poprzedzającą ostateczne lądowanie na Kiusiu i Honsiu. Z trzech wysp branych pod uwagę Hachijo była położona zbyt blisko samej Japonii (160 mil od Tokio), a Chichi-jima miała niedostępne wybrzeża uniemożliwiające desant. W efekcie wybrano położoną 640 mil od Tokio Iwo Jimę, na której Japończycy zbudowali aż trzy lotniska. Z nich mogły startować myśliwce (głównie P-51, ale też P-47), które osłaniały dzienne naloty B-29. Lotniska te przyjęły też wiele bombowców lądujących awaryjnie po uszkodzeniu w walce, a fakt ten miał duże znaczenie na morale amerykańskich lotników. Ogromne straty poniesione na tej wyspie nie powstrzymały Amerykanów przed wykonaniem kolejnego (i ostatniego już) kroku na drodze do pokonania Japonii. Tym krokiem miało być lądowanie na Okinawie, położonej 350 mil od Japonii.

### Bitwa o Okinawę
Duże straty spowodowane przez ataki kamikaze i zdecydowana obrona skłoniły dowództwo US Navy do zaproponowania odstąpienia od inwazji Wysp Japońskich. W zamian proponowano całkowitą blokadę archipelagu oraz wzmożone bombardowania pól ryżowych, co miałoby doprowadzić do powolnej śmierci głodowej milionów Japończyków: „operację Głód” (ang. Operation Starvation). Działania te miało wspomóc masowe minowanie wód wewnętrznych Japonii celem sparaliżowania transportu między wyspami a tym samym do klęski logistycznej przeciwnika, przy jednoczesnych bombardowaniach głównych miast. Autorem koncepcji bombardowań dywanowych maszynami B-29 z niskiego pułapu nocą, z użyciem bomb zapalających celem wywołania burzy ogniowej, był generał Curtis LeMay.
Głównym powodem zmiany koncepcji była niska precyzyjność bombardowań celów punktowych z wysokiego pułapu z uwagi na prądy strumieniowe, oraz bardzo duże zużycie paliwa przez bombowce B-29 podczas wznoszenia. Nowa strategia opierała się na zabraniu (kosztem znacznie mniejszych ilości paliwa i części uzbrojenia) znacznie większego ładunku bomb zapalających i locie na niskim pułapie, nocą, ze stopniowym i powolnym zwiększaniem lotu do wysokości 3000 m n.p.m., z której był przeprowadzony atak. Najbardziej niszczycielski nalot (w historii operacji lotniczych do dziś) miał miejsce nocą z 9 na 10 marca 1945 na Tokio. Zginęło wówczas w płomieniach około stu dwudziestu tysięcy ludzi, o wiele więcej niż podczas późniejszych ataków nuklearnych. W początku lipca 3. Flota adm. Halseya podeszła pod Tokio, bombardując miasto z odległości nawet 5000 metrów. Koniec był już bliski, ale opór Japończyków na własnej ziemi mógł przynieść niewyobrażalne straty siłom alianckim: Japończycy bezbłędnie odgadli planowane miejsca lądowań aliantów i przygotowali się; do startu gotowych było ponad 5000 pilotów-samobójców.

### Atak na Hiroszimę i Nagasaki

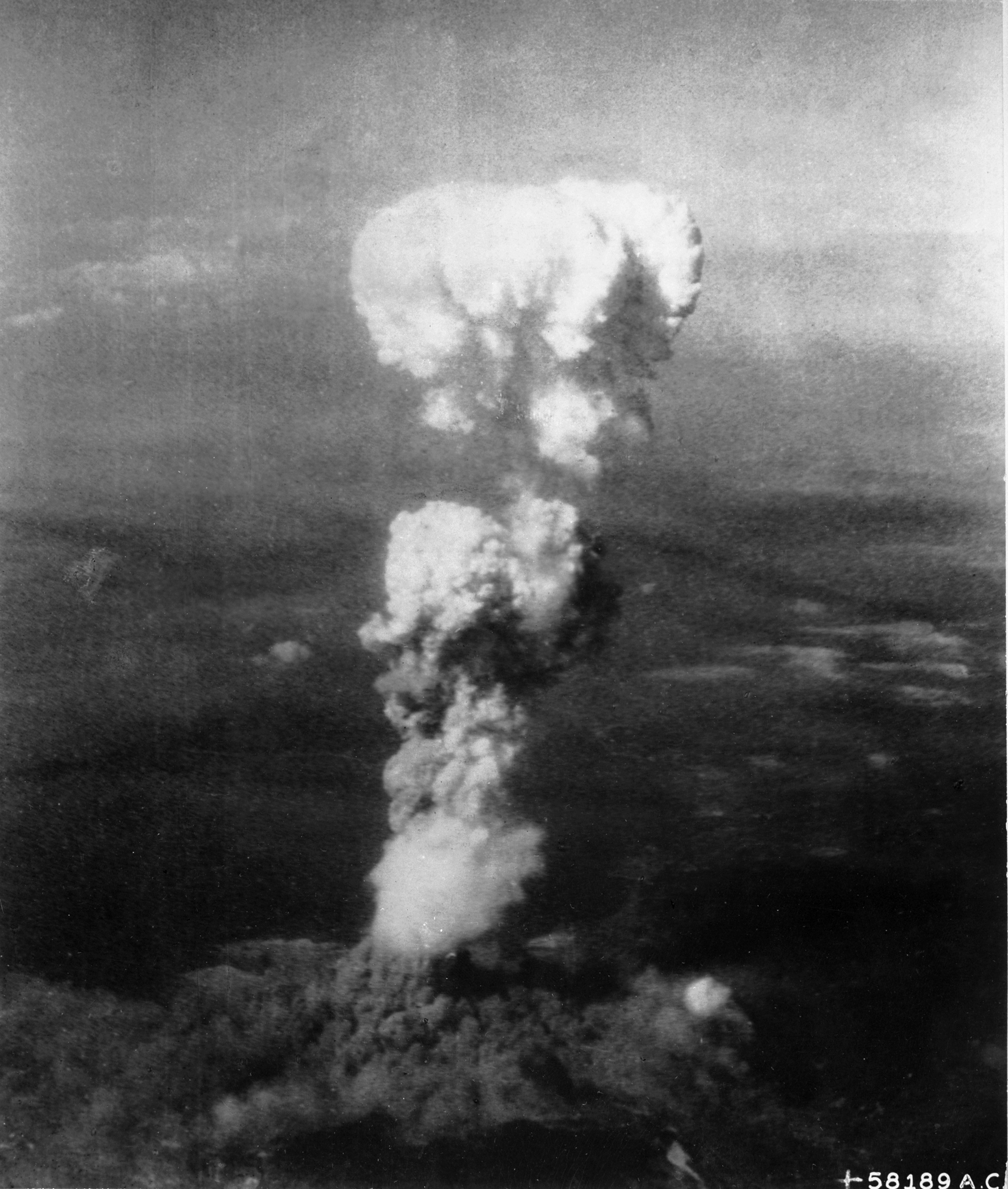
Grzyb atomowy po wybuchu bomby atomowej nad Hiroszimą

6 sierpnia 1945 roku nad miastem Hiroszima pokazał się pojedynczy bombowiec amerykański. Nie otwierano doń nawet ognia przeciwlotniczego. Był to startujący z wyspy Tinian samolot B-29 Enola Gay, który zrzucił na miasto 4-tonową uranową bombę atomową Little Boy.
W chwili ataku w Hiroszimie mieszkało 275 tysięcy ludzi, oprócz tego stacjonował tam 40-tysięczny garnizon wojskowy. Bombę zrzucono na śródmieście miasta (celem był most Aioi 1 – podobno najbardziej charakterystyczny punkt w mieście, w który załodze bombowca było łatwiej celować). Wybuchła o godzinie 8:16:02 na wysokości 580 metrów z siłą około 15 kiloton trotylu, zabijając natychmiast 78 100 mieszkańców i ciężko raniąc 37 424. 13 983 osób uznano za zaginione, a dziesiątki tysięcy zostało napromieniowanych lub odniosło inne obrażenia.
Był to pierwszy w historii atak z użyciem broni nuklearnej. Drugi miał miejsce trzy dni później na Nagasaki, gdzie straty były nieco mniejsze, ale oba ataki wywołały wstrząs wśród mieszkańców Japonii i skłoniły pacyfistycznie nastawione kręgi dworu cesarskiego do przekonania Hirohito, by zajął stanowisko w tej sprawie.

### Ofensywa wojsk radzieckich
9 sierpnia, a więc tego samego dnia, gdy zniszczone zostało Nagasaki, ofensywę podjęły wojska trzech frontów Armii Czerwonej. Lotnictwo bombardowało bazy japońskie w północnej Korei, a Flota Oceanu Spokojnego podjęła działania przeciwko szlakom komunikacyjnym łączącym Wyspy Japońskie z armiami w Chinach i Mandżurii. Wysadzono desanty na Kurylach, gdzie zajęto silną bazę floty japońskiej na Paramuszyr, zajęto południową część Sachalinu, kilka koreańskich portów, a ponadto twierdzę morską Port Artur.
Jednocześnie trwało natarcie trzech frontów Armii Czerwonej na linie obrony Armii Kwantuńskiej.

## Kapitulacja Japonii

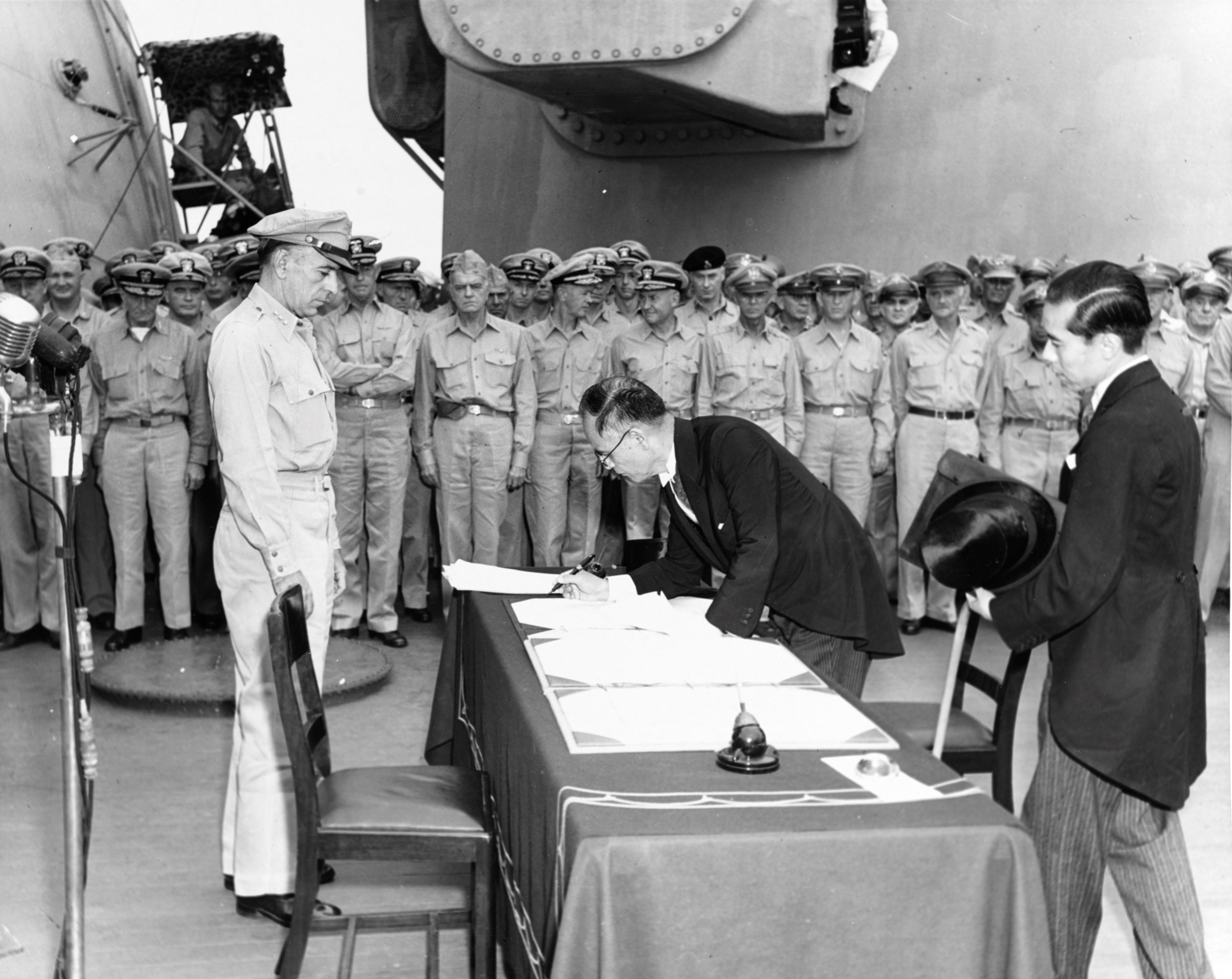
Pancernik USS „Missouri” w Zatoce Tokijskiej. Podpisanie aktu kapitulacji Japonii

Jeszcze zanim doszło do zakończenia operacji sowieckich, cesarz Hirohito w radiowym orędziu do narodu ogłosił kapitulację Japonii wobec aliantów. Podpisanie aktu kapitulacji nastąpiło na pokładzie pancernika USS „Missouri” w Zatoce Tokijskiej 2 września 1945 r. Kapitulację przyjmował gen. Douglas MacArthur jako główny dowódca sił alianckich, w obecności przedstawicieli wszystkich armii sojuszniczych, a na czele delegacji japońskiej stał minister spraw zagranicznych Mamoru Shigemitsu.
Odrębny akt kapitulacji sił japońskich w Chinach podpisany został w Nankinie 9 września 1945.
Kapitulacja Japonii oznaczała automatyczne odwołanie operacji Downfall, alianckiego planu inwazji na Wyspy Japońskie.
Główni przywódcy Japonii czasu wojny zostali postawieni przed międzynarodowym trybunałem. Siedmiu spośród nich – w tym premier Tōjō – zostało powieszonych, dwóch popełniło samobójstwo.
Traktat pokojowy (w którego podpisaniu nie brali udziału przedstawiciele ZSRR, stąd trwający do dzisiaj spór o Sachalin i Kuryle) zawarty został w 1951 roku w San Francisco, a okupacja została ostatecznie zdjęta po ratyfikacji tego traktatu w 1952.
Wojna na Pacyfiku, wywołana przez militarystyczne koła w kręgach rządowych Japonii, zakończyła się całkowitą i bezdyskusyjną klęską tego kraju. Do Japonii wkroczyły okupacyjne wojska amerykańskie dowodzone przez gen. MacArthura. Główne wyspy archipelagu okupowane były do 1952 roku, a niektóre wyspy na Pacyfiku znajdują się pod wojskowym zarządem Stanów Zjednoczonych do dzisiaj. MacArthur okazał się jednak dobrym i sprawnym administratorem, któremu udało się przekonać Japończyków do celowości połączenia własnych tradycji z zachodnimi wartościami. Przeprowadziwszy radykalne zmiany w japońskiej konstytucji doprowadził do uznania wojny – jako sposobu rozwiązywania sporów politycznych – za nielegalną, zagwarantowania swobód politycznych i utworzenia demokratycznego państwa. Cesarz został pozbawiony większości prerogatyw politycznych i zmuszony do wyrzeczenia się nimbu boskości.

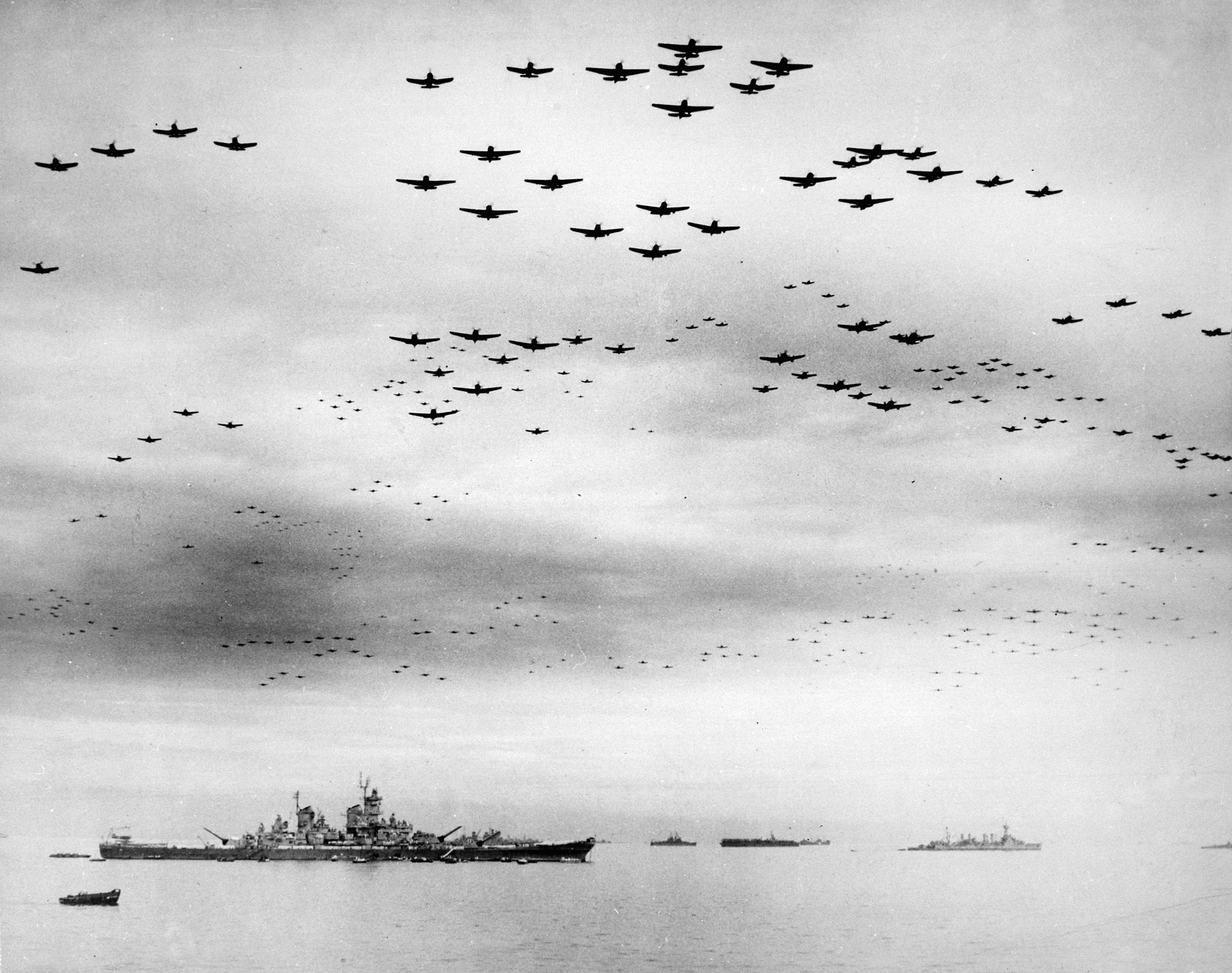
Formacje samolotów TBF, F6F, SB2C i F4U przelatują nad flotami amerykańską i brytyjską w Zatoce Tokijskiej podczas ceremonii podpisania kapitulacji przez Japonię, 2 września 1945 r.

W wyniku wojny zmienił się całkowicie układ sił w rejonie Oceanu Spokojnego. Większość wysp i archipelagów z obszaru objętego działaniami wojennymi znalazła się pod okupacją lub nadzorem państw alianckich (głównie Stanów Zjednoczonych), a większość z nich uzyskała niepodległość w latach siedemdziesiątych XX wieku. Wyspy Kurylskie i Sachalin znalazły się w obrębie Związku Sowieckiego, a Korea Północna i Chiny kontynentalne w jego strefie wpływów. Na Tajwanie schronili się członkowie władz pobitego Kuomintangu, tworząc separatystyczne państwo pod nazwą Republika Chińska. Ogromne zmiany zaszły też w Azji południowo-wschodniej, gdzie w miejsce dawnych Indii Holenderskich powstała niepodległa Indonezja. Wolniej następowały zmiany w Indochinach, ale i tam doszło po latach do utworzenia nowych państw: Kambodży, Syjamu, Laosu i Wietnamu.